# Augustpriset

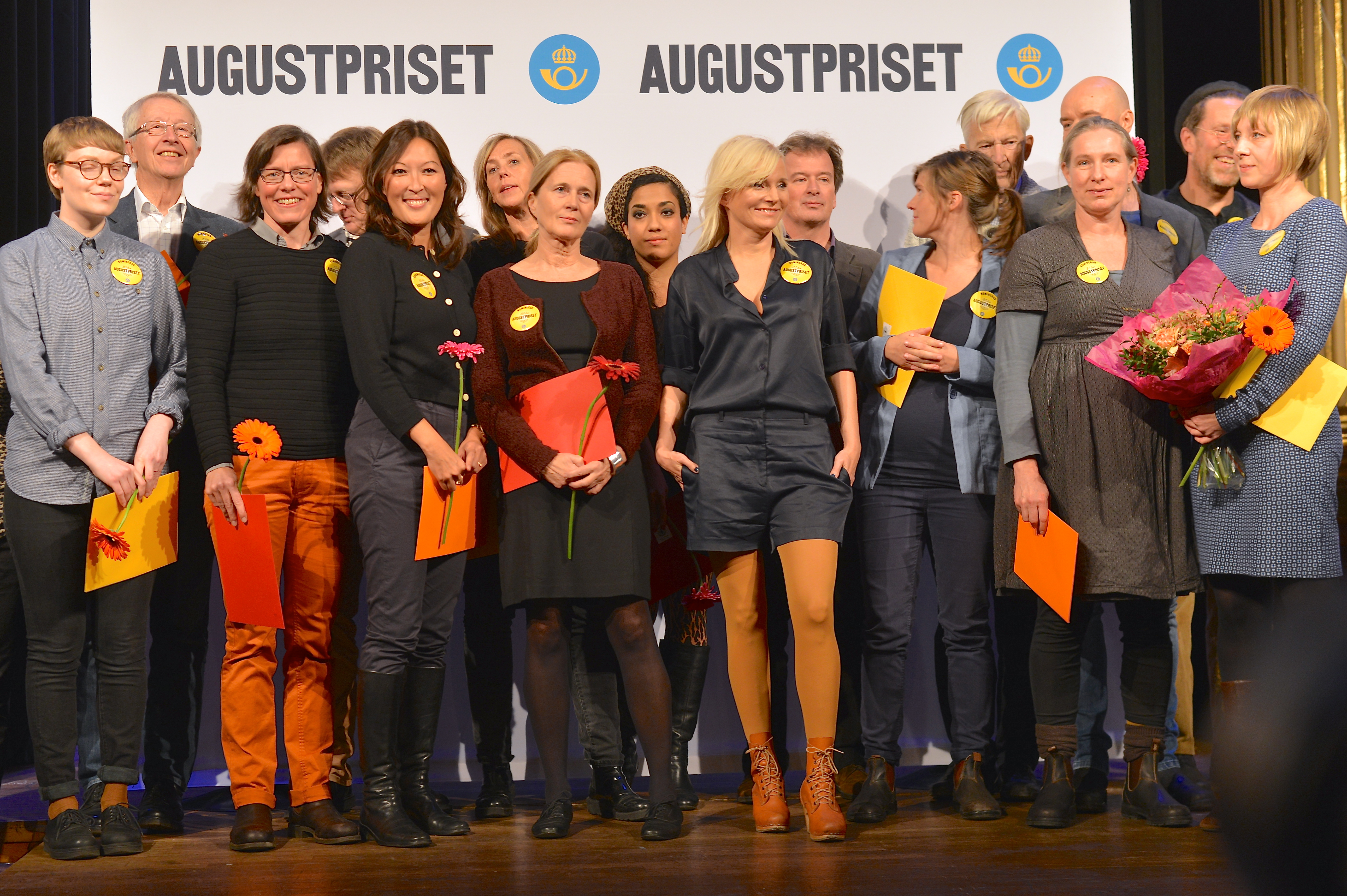
Augustprisnominerade 2013.

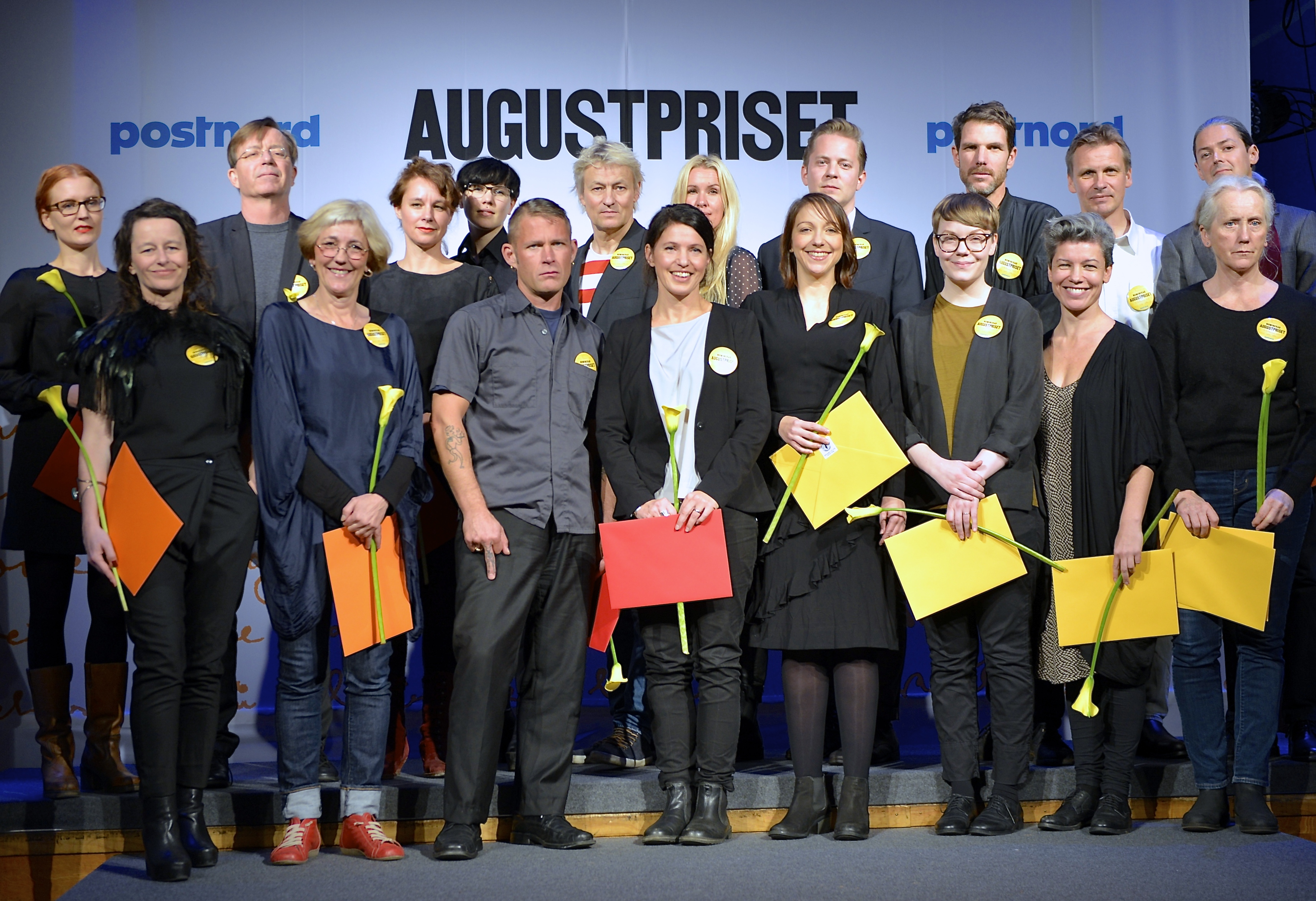
De nominerade till Augustpriset i de tre kategorierna 2014. Från vänster Ida Börjel, Anna Charlotta Gunnarsson, Steve Sem-Sandberg, Tina Thunander, Sara Stridsberg, Lyra Ekström Lindbäck, Carl-Michael Edenborg, Lars Lerin, Kristina Sandberg, Eva Staaf, Malin Axelsson, Anders Rydell, Klara Persson, Joar Tiberg, Sara Lundberg, Jakob Wegelius, Eva Lindström, Håkan Håkansson.

Augustpriset är ett årligt svenskt litteraturpris. Det delas ut för nyutkomna böcker på svenska av Svenska Förläggareföreningen sedan 1989. Sedan 1992 delas priset ut i de tre kategorierna skönlitteratur, fackböcker respektive barn- och ungdomsböcker. Initiativtagare var Per I Gedin. Augustpriset delas ut i november varje år, vid Augustgalan i Stockholm. Augustgalan har hållits i bland annat i Stockholms Konserthus, i Berwaldhallen och på Dramaten.

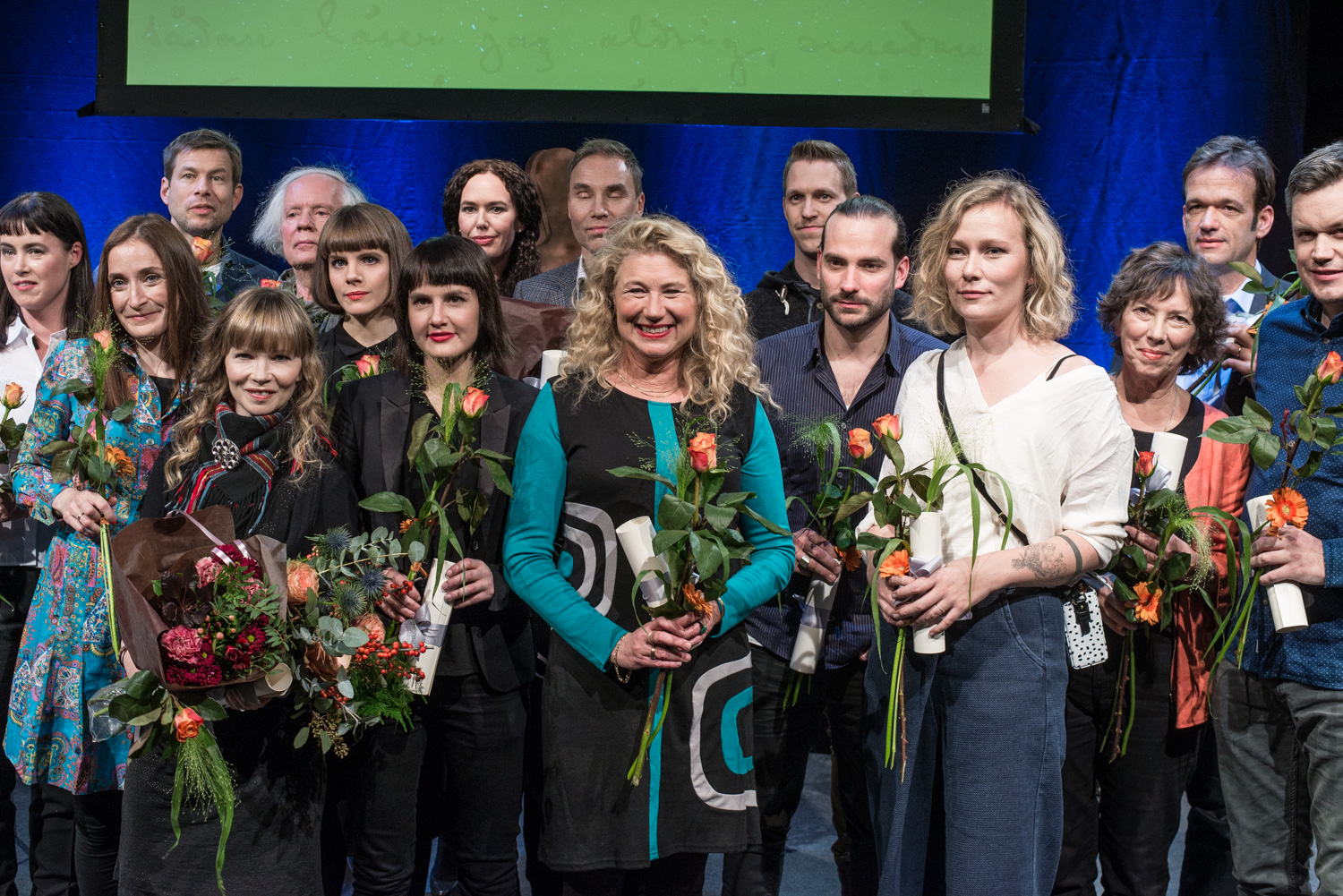
Augustprisnominerade 2016.

## Beskrivning
Priset är uppkallat efter författaren August Strindberg. Alla svenska förlag kan anmäla böcker till Augustpriset. Bland anmälda böcker utser en jury per kategori vardera sex nominerade böcker. Juryerna består alla av fem personer och utses av Svenska Förläggarföreningens styrelse. Vilka av de nominerade böckerna som tilldelas priset avgörs genom en sluten omröstning i en elektorsförsamling bestående av 21 elektorer per kategori. Elektorsförsamlingarna representerar förläggare, bibliotek respektive litteraturkritiker.
Priset i varje kategori är en bronsstatyett och 100 000 kronor. Auguststatyetten skapades av Michael Fare 1989 och är en 31 cm hög och tre kilo tung skulptur i brons. Den består av tre platta skivor med profiler av August Strindberg, vilka symboliserar tre sidor av honom: alkemisten, språkbehandlaren och målaren. På framsidan avbildas Strindberg med ena handen innanför kavajslaget, på baksidan med ett manuskript i handen. 
Nomineringarna offentliggörs i oktober. Prisutdelningen sker i november. Vid samma tillfälle sker också prisutdelning av Lilla Augustpriset.
År 1990 inkom 50 bidrag till nomineringsprocessen och 2012 hade den siffran ökat till runt 400. Jessica Schiefauer, Cecilia Lindqvist, Kerstin Ekman, Per Olov Enquist, Ulf Nilsson, Jakob Wegelius och Bengt Jangfeldt har alla vunnit priset två gånger var. Eva Lindström är med sina elva nomineringar den författare som har nominerats flest gånger. Anna Höglund och Per Olov Enquist har båda nominerats sju gånger var.

## Pristagare

### 1980-talet
1989
- Vinnare: Cecilia Lindqvist, Tecknens rike (Albert Bonniers Förlag)

### 1990-talet
1990
- Vinnare: Lars Ahlin, De sotarna! De sotarna! (Albert Bonniers Förlag)

1991
- Vinnare: Sven Delblanc, Livets ax (Albert Bonniers Förlag)

1992
- Skönlitterär bok: Niklas Rådström, Medan tiden tänker på annat (Gedins)
- Fackbok: Gunnar Broberg med flera, Gyllene äpplen (Atlantis)
- Barn- och ungdomsbok: Peter Pohl och Kinna Gieth, Jag saknar dig, jag saknar dig!  (Rabén & Sjögren)

1993
- Skönlitterär bok: Kerstin Ekman: Händelser vid vatten (Albert Bonniers Förlag)
- Fackbok: Peter Englund: Ofredsår (Atlantis)
- Barn- och ungdomsbok: Mats Wahl, Vinterviken (Bonnier Carlsen)

1994
- Skönlitterär bok: Björn Ranelid, Synden (Bonnier Alba)
- Fackbok: Leif Jonsson med flera: Musiken i Sverige I-IV (Fischer & Co)
- Barn- och ungdomsbok: Ulf Nilsson: Mästaren och de fyra skrivarna  (Natur & Kultur)

1995
- Skönlitterär bok: Torgny Lindgren, Hummelhonung (Norstedts)
- Fackbok: Maria Flinck, Tusen år i trädgården. Från sörmländska herrgårdar och bakgårdar (Tiden)
- Barn- och ungdomsbok: Rose Lagercrantz, Flickan som inte ville kyssas (Brombergs)

1996
- Skönlitterär bok: Tomas Tranströmer, Sorgegondolen (Albert Bonniers Förlag)
- Fackbok: Maja Hagerman, Spåren av kungens män (Prisma), ISBN 91-518-2927-4
- Barn- och ungdomsbok: Ulf Stark och Anna Höglund (illustratör), Min syster är en ängel (Alfabeta Bokförlag)

1997
- Skönlitterär bok: Majgull Axelsson, Aprilhäxan (Prisma)
- Fackbok: Sven-Eric Liedman, I skuggan av framtiden (Bonnier Alba)
- Barn- och ungdomsbok: Annika Thor, Sanning eller konsekvens (Bonnier Carlsen)

1998
- Skönlitterär bok: Göran Tunström, Berömda män som varit i Sunne (Albert Bonniers Förlag)
- Fackbok: Bengt Jangfeldt, Svenska vägar till S:t Petersburg (Wahlström & Widstrand)
- Barn- och ungdomsbok: Henning Mankell, Resan till världens ände (Rabén & Sjögren)

1999
- Skönlitterär bok: Per Olov Enquist, Livläkarens besök (Norstedts)
- Fackbok: Jan Svartvik, Engelska - öspråk, världsspråk, trendspråk (Norstedts Ordbok)
- Barn- och ungdomsbok: Stefan Casta, Spelar död (Opal)

### 2000-talet
2000
- Skönlitterär bok: Mikael Niemi,  Populärmusik från Vittula (Norstedts)
- Fackbok: Dick Harrison, Stora döden (Ordfront Förlag)
- Barn- och ungdomsbok: Pija Lindenbaum, Gittan och gråvargarna (Rabén & Sjögren)

2001
- Skönlitterär bok: Torbjörn Flygt,  Underdog (Norstedts)
- Fackbok: Hans Hammarskiöld, Anita Theorell, Per Wästberg, Minnets stigar (Max Ström)
- Barn- och ungdomsbok: Sara Kadefors, Sandor slash Ida (Bonnier Carlsen)

2002
- Skönlitterär bok: Carl-Johan Vallgren,  Den vidunderliga kärlekens historia (Albert Bonniers Förlag)
- Fackbok: Lars-Olof Larsson, Gustav Vasa – landsfader eller tyrann? (Prisma)
- Barn- och ungdomsbok: Ulf Nilsson och Anna-Clara Tidholm, Adjö, herr Muffin (Bonnier Carlsen)

2003
- Skönlitterär bok: Kerstin Ekman,  Skraplotter (Albert Bonniers Förlag)
- Fackbok: Nils Uddenberg, Idéer om livet (Natur & Kultur)
- Barn- och ungdomsbok: Johanna Thydell, I taket lyser stjärnorna (Natur & Kultur)

2004
- Skönlitterär bok: Bengt Ohlsson, Gregorius (Albert Bonniers Förlag)
- Fackbok: Sverker Sörlin, Världens ordning och Mörkret i människan (Natur & Kultur)
- Barn- och ungdomsbok: Katarina Kieri, Dansar Elias? Nej! (Rabén & Sjögren)

2005
- Skönlitterär bok: Monika Fagerholm, Den amerikanska flickan (Albert Bonniers Förlag)
- Fackbok: Lena Einhorn, Ninas resa (Prisma)
- Barn- och ungdomsbok: Bo R. Holmberg och Katarina Strömgård, Eddie Bolander & jag (Rabén & Sjögren)

2006
- Skönlitterär bok: Susanna Alakoski, Svinalängorna (Albert Bonniers Förlag)
- Fackbok: Cecilia Lindqvist, Qin (Albert Bonniers Förlag)
- Barn- och ungdomsbok: Per Nilsson, Svenne (Rabén & Sjögren)

2007
- Skönlitterär bok: Carl-Henning Wijkmark, Stundande natten (Norstedts)
- Fackbok: Bengt Jangfeldt, Med livet som insats: berättelsen om Vladimir Majakovskij och hans krets (Wahlström & Widstrand)
- Barn- och ungdomsbok: Sven Nordqvist, Var är min syster? (Opal)

2008
- Skönlitterär bok: Per Olov Enquist, Ett annat liv (Norstedts)
- Fackbok: Paul Duncan och Bengt Wanselius, Regi Bergman (Max Ström)
- Barn- och ungdomsbok: Jakob Wegelius, Legenden om Sally Jones (Bonnier Carlsen)

2009
- Skönlitterär bok: Steve Sem-Sandberg, De fattiga i Łódź (Albert Bonniers Förlag)
- Fackbok: Brutus Östling och Susanne Åkesson, Att överleva dagen (Symposion)
- Barn- och ungdomsbok: Ylva Karlsson, Katarina Kuick, Sara Lundberg och Lilian Bäckman, Skriv om och om igen (X Publishing)[8]

### 2010-talet
2010
- Skönlitterär bok:  Sigrid Combüchen, Spill: en damroman (Norstedts)
- Fackbok: Yvonne Hirdman, Den röda grevinnan (Ordfront förlag)
- Barn- och ungdomsbok: Jenny Jägerfeld, Här ligger jag och blöder (Gilla Böcker)

2011
- Skönlitterär bok:  Tomas Bannerhed, Korparna (Weyler förlag)
- Fackbok: Elisabeth Åsbrink, Och i Wienerwald står träden kvar (Natur & Kultur)
- Barn- och ungdomsbok: Jessica Schiefauer, Pojkarna (Bonnier Carlsen)

2012
- Skönlitterär bok: Göran Rosenberg, Ett kort uppehåll på vägen från Auschwitz  (Albert Bonniers Förlag)
- Fackbok: Ingrid Carlberg, "Det står ett rum här och väntar på dig ...": berättelsen om Raoul Wallenberg (Norstedts)
- Barn- och ungdomsbok: Nina Ulmaja, ABC å allt om D (Bonnier Carlsen)

2013
- Skönlitterär bok: Lena Andersson, Egenmäktigt förfarande - en roman om kärlek (Natur & Kultur)
- Fackbok: Bea Uusma, Expeditionen: Min kärlekshistoria (Norstedts)
- Barn- och ungdomsbok: Ellen Karlsson och Eva Lindström, Snöret, fågeln och jag (Hippo bokförlag)

2014
- Skönlitterär bok: Kristina Sandberg, Liv till varje pris (Norstedts)
- Fackbok: Lars Lerin, Naturlära (Albert Bonniers Förlag)
- Barn- och ungdomsbok: Jakob Wegelius, Mördarens apa (Bonnier Carlsen)

2015
- Skönlitterär bok: Jonas Hassen Khemiri, Allt jag inte minns (Albert Bonniers Förlag)
- Fackbok: Karin Bojs, Min europeiska familj: De senaste 54 000 åren (Albert Bonniers Förlag)
- Barn- och ungdomsbok:  Jessica Schiefauer, När hundarna kommer (Bonnier Carlsen)

2016
- Skönlitterär bok: Lina Wolff, De polyglotta älskarna (Albert Bonniers Förlag)
- Fackbok: Nina Burton, Gutenberggalaxens nova: En essäberättelse om Erasmus av Rotterdam, humanismen och 1500-talets medierevolution (Albert Bonniers Förlag)
- Barn- och ungdomsbok:  Ann-Helén Laestadius, Tio över ett (Rabén & Sjögren)

2017
- Skönlitterär bok: Johannes Anyuru, De kommer att drunkna i sina mödrars tårar (Norstedts)
- Fackbok: Fatima Bremmer, Ett jävla solsken: En biografi om Ester Blenda Nordström (Forum)
- Barn- och ungdomsbok: Sara Lundberg, Fågeln i mig flyger vart den vill (Mirando Bok)

2018
- Skönlitterär bok: Linnea Axelsson, Ædnan (Albert Bonniers förlag)
- Fackbok: Magnus Västerbro, Svälten: hungeråren som formade Sverige (Albert Bonniers Förlag)
- Barn- och ungdomsbok: Emma Adbåge, Gropen (Rabén & Sjögren)

2019
- Skönlitterär bok: Marit Kapla, Osebol (Teg Publishing)
- Fackbok: Patrik Svensson, Ålevangeliet. Berättelsen om världens mest gåtfulla fisk (Albert Bonniers Förlag)
- Barn- och ungdomsbok: Oskar Kroon, Vänta på vind (Brombergs)

### 2020-talet
2020
- Skönlitterär bok: Lydia Sandgren, Samlade verk (Albert Bonniers Förlag)
- Fackbok: Elin Anna Labba, Herrarna satte oss hit : om tvångsförflyttningarna i Sverige (Norstedts)
- Barn- och ungdomsbok: Kristina Sigunsdotter och Ester Eriksson, Humlan Hanssons hemligheter (Natur & Kultur)

2021
- Skönlitterär bok: Elin Cullhed, Eufori. En roman om Sylvia Plath (Wahlström & Widstrand)
- Fackbok: Nils Håkanson, Dolda gudar. En bok om allt som inte går förlorat i en översättning (Nirstedt/litteratur)
- Barn- och ungdomsbok: Johan Rundberg, Nattkorpen (Natur & Kultur)

2022
- Skönlitterär bok: Ia Genberg, Detaljerna (Weyler förlag)[9]
- Fackbok: Nina van den Brink, Jag har torkat nog många golv (Norstedts)[9]
- Barn- och ungdomsbok: Ellen Strömberg, Vi ska ju bara cykla förbi (Rabén & Sjögren och Schildts & Söderströms)[9]

2023
- Skönlitterär bok: Andrev Walden, Jävla karlar (Bokförlaget Polaris)[10]
- Fackbok: Per Svensson, Zorn (Albert Bonniers Förlag)[10]
- Barn- och ungdomsbok: Oskar Kroon och Hanna Klinthage, Vitsippor och pissråttor (Rabén & Sjögren)[10]

2024
- Skönlitterär bok: Tony Samuelsson, Kungen av Nostratien (Wahlström & Widstrand)[11]
- Fackbok: Christian Rück, Ett liv värt att leva. Varför självmord blev människans följeslagare (Albert Bonniers Förlag)[11]
- Barn- och ungdomsbok: Linda Bondestam, Chop chop (Förlaget M)[11]

## Bildgalleri

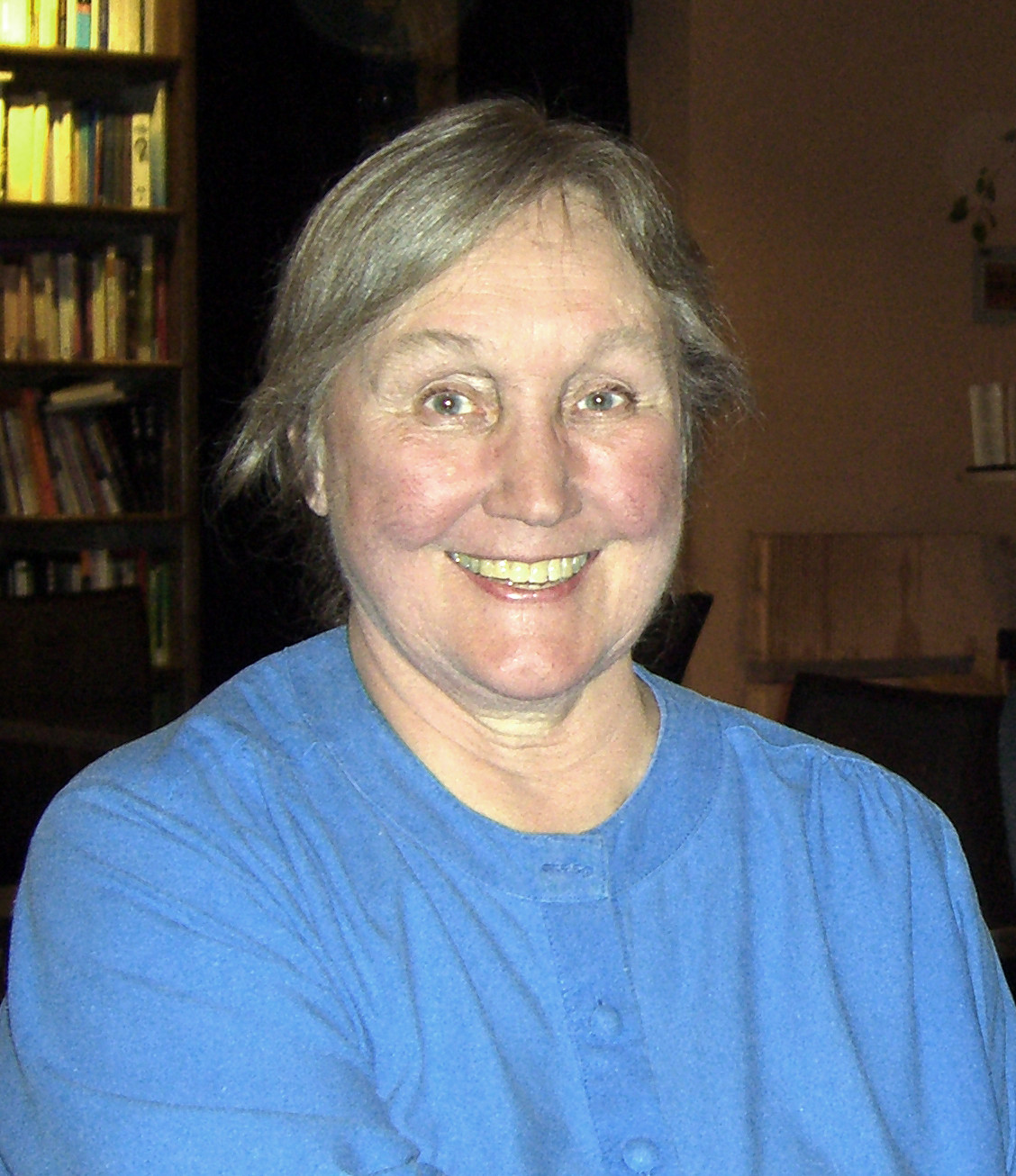
Cecilia Lindqvist, pristagare 1989 och 2006.
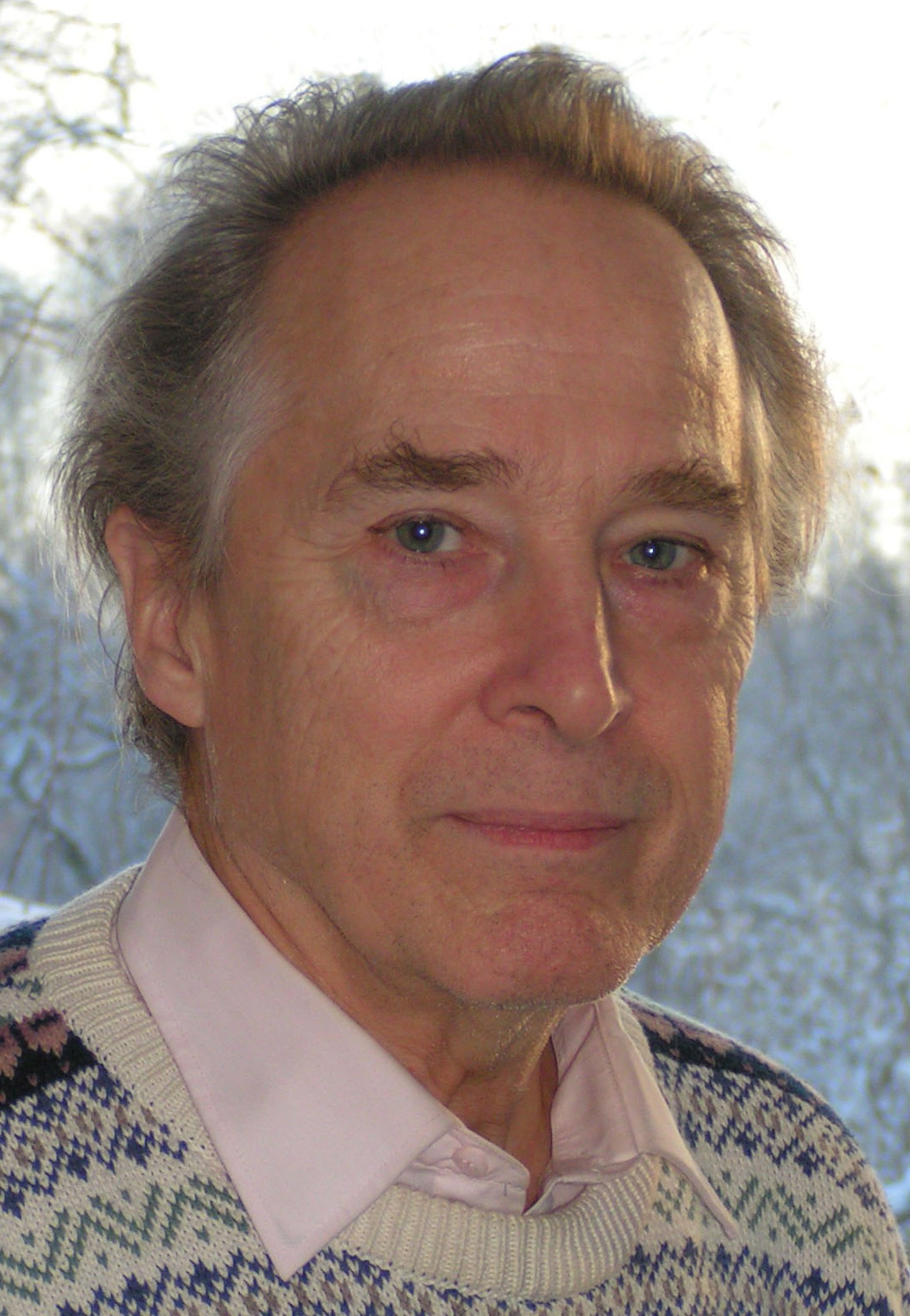
Peter Pohl, pristagare 1992.
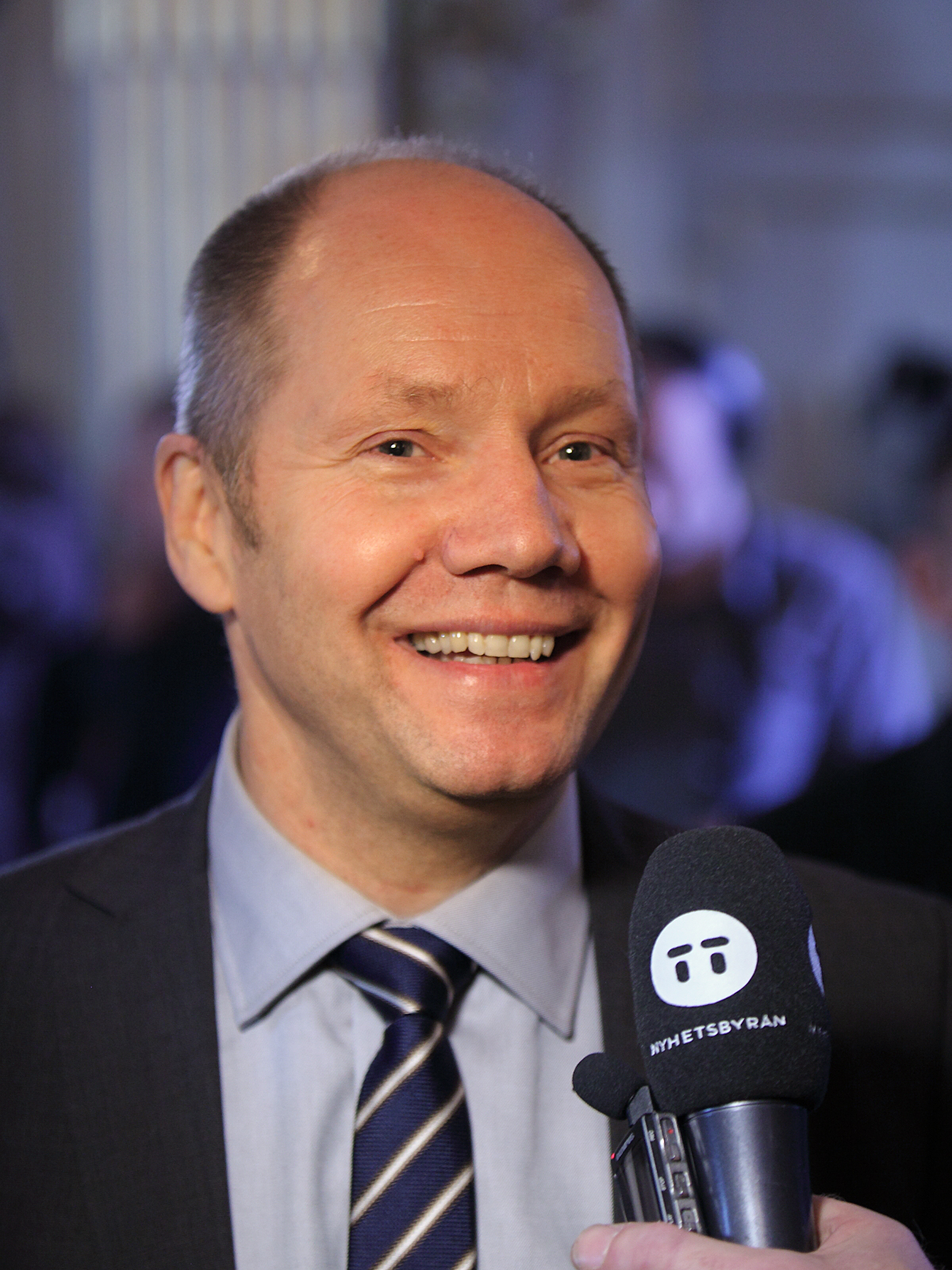
Peter Englund, pristagare 1993.
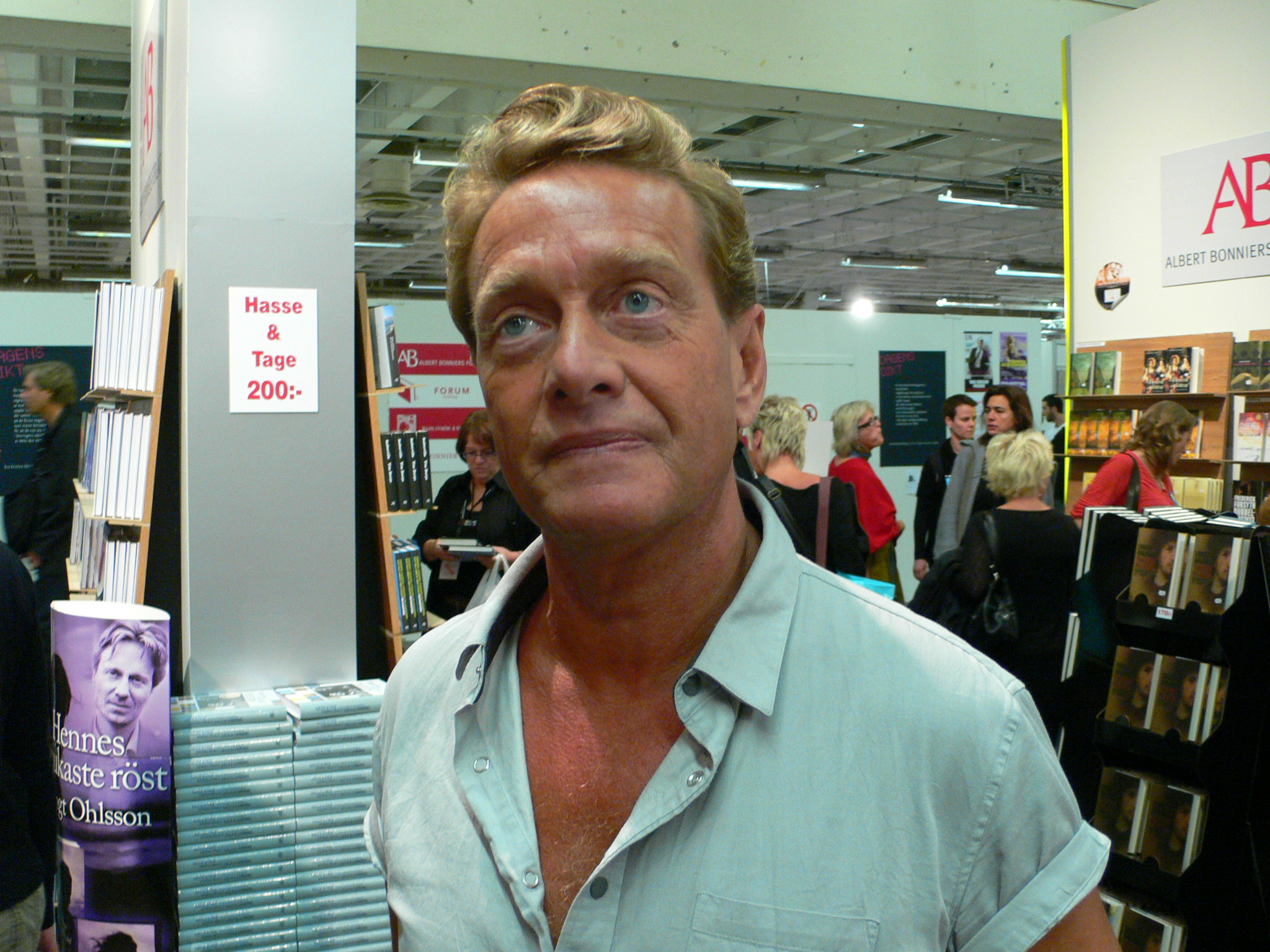
Björn Ranelid, pristagare 1994.
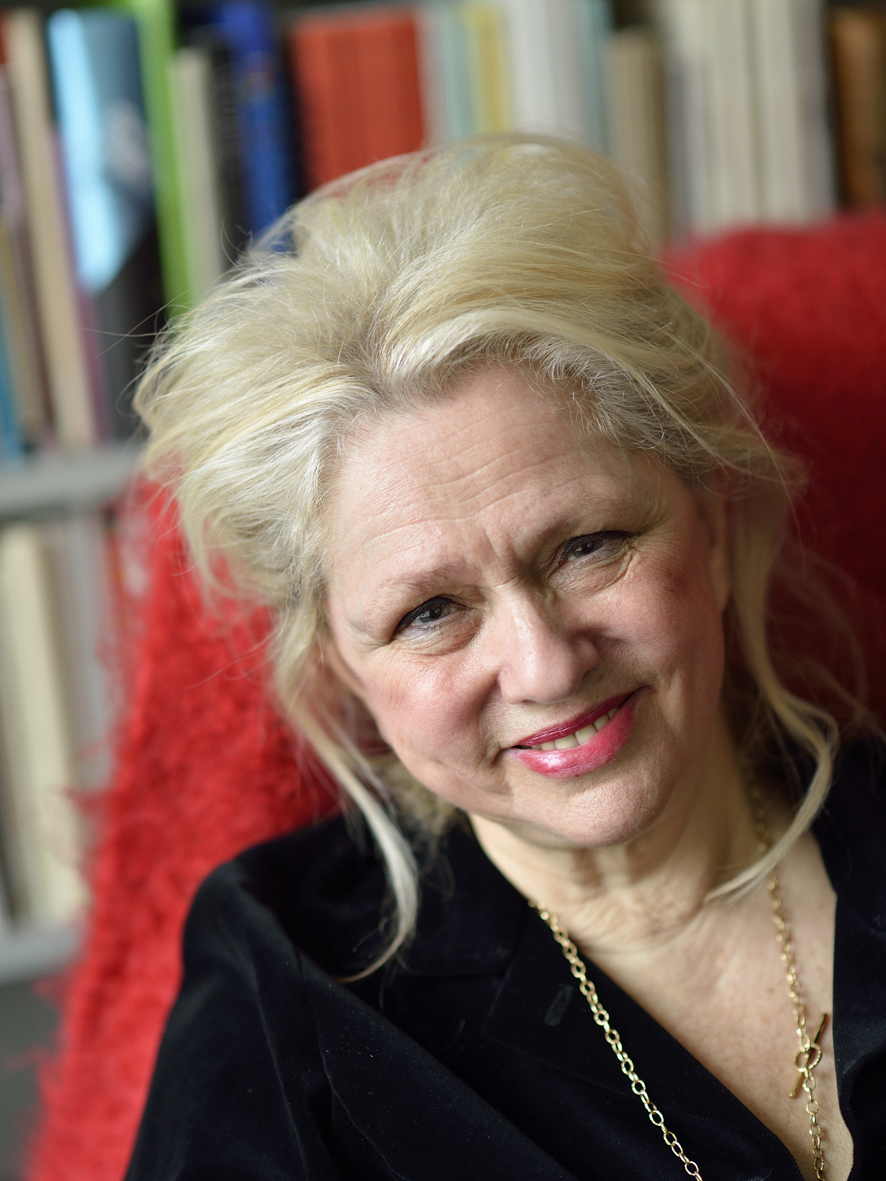
Rose Lagercrantz, pristagare 1995.
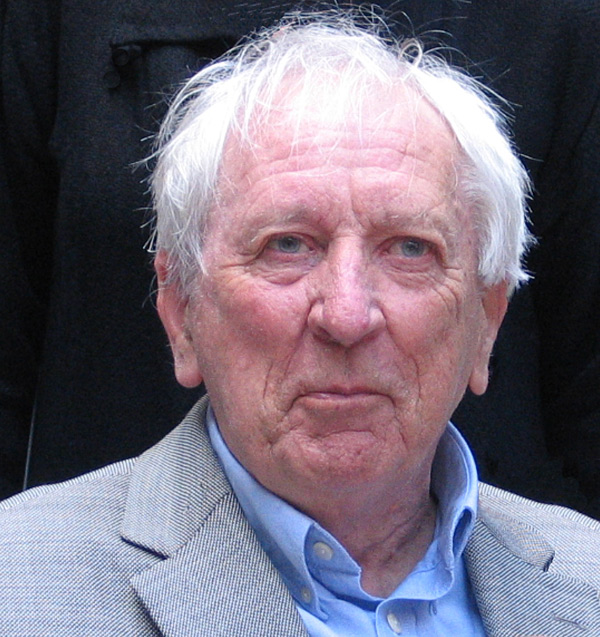
Tomas Tranströmer, pristagare 1996.
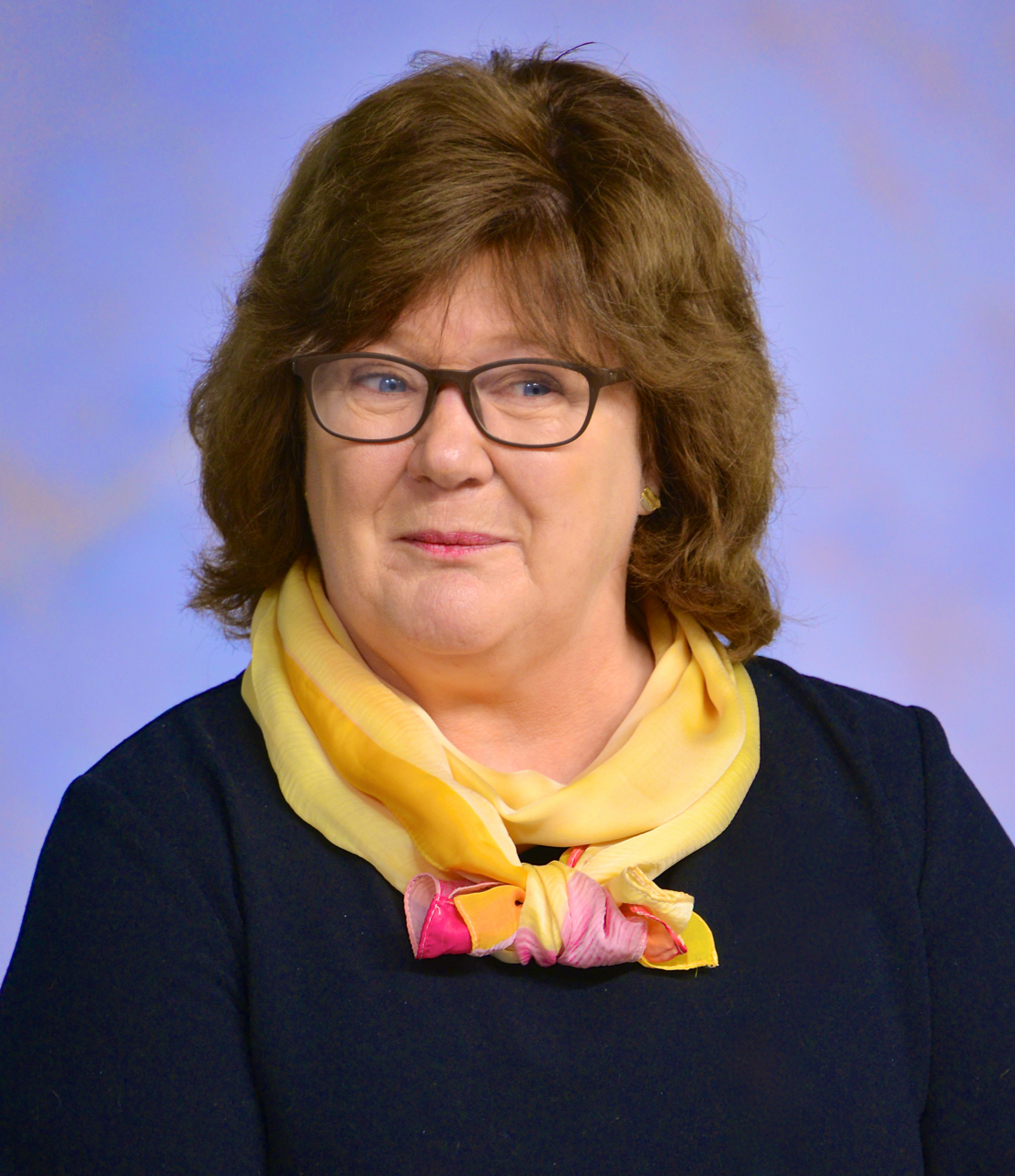
Majgull Axelsson, pristagare 1997.
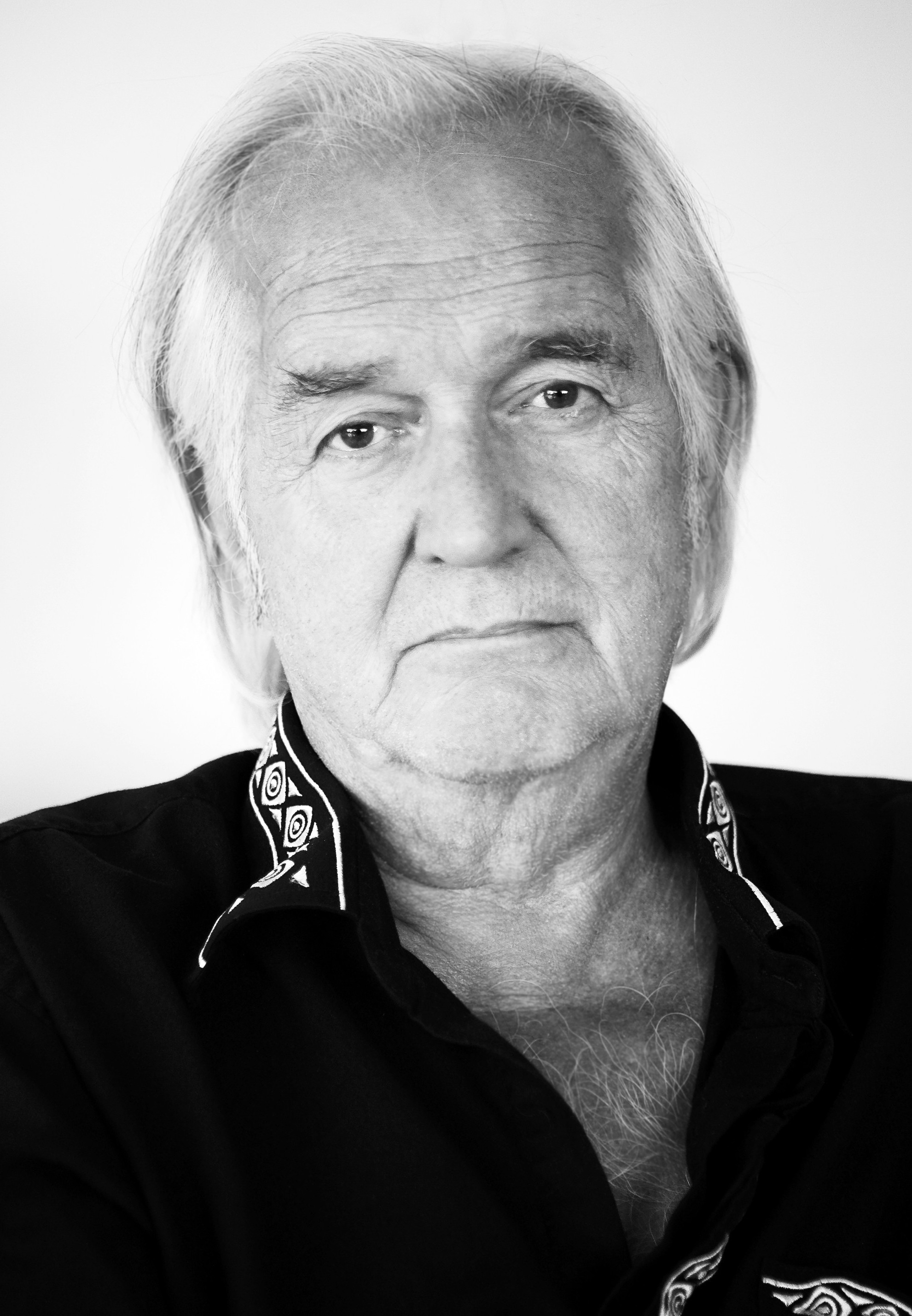
Henning Mankell, pristagare 1998.
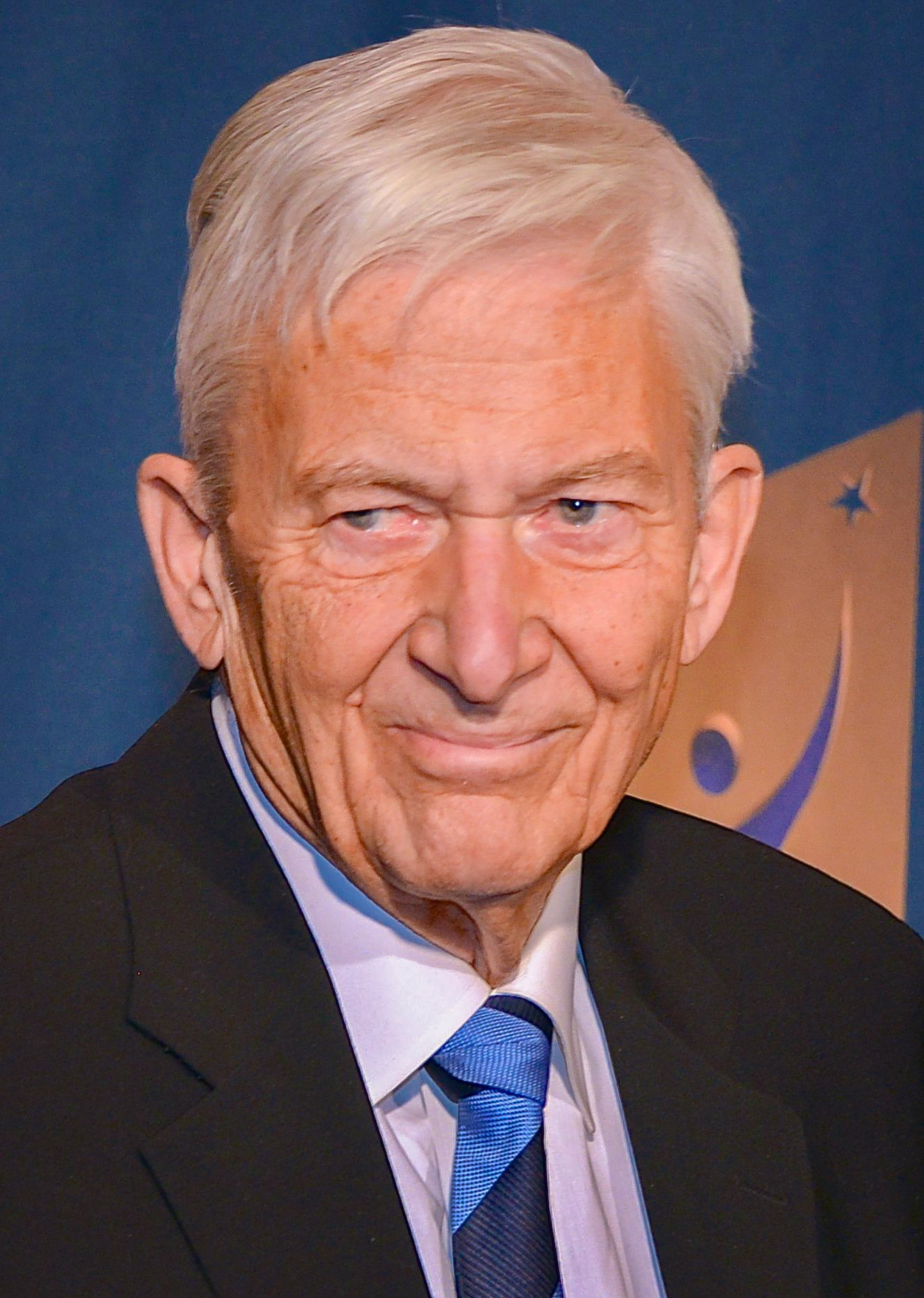
P.O. Enquist, pristagare 1999 och 2008.
Pija Lindenbaum, pristagare 2000.
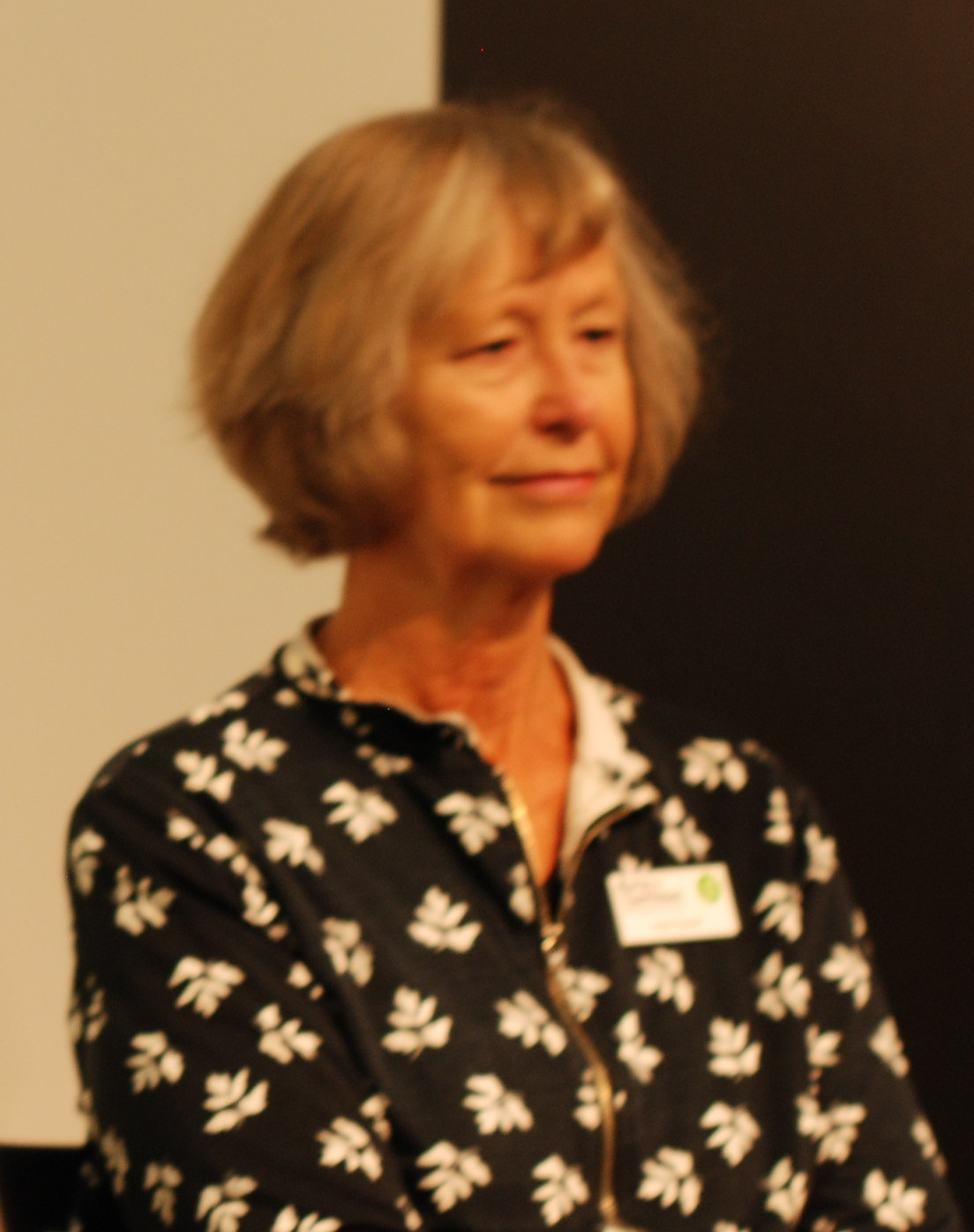
Anita Theorell, pristagare 2001.
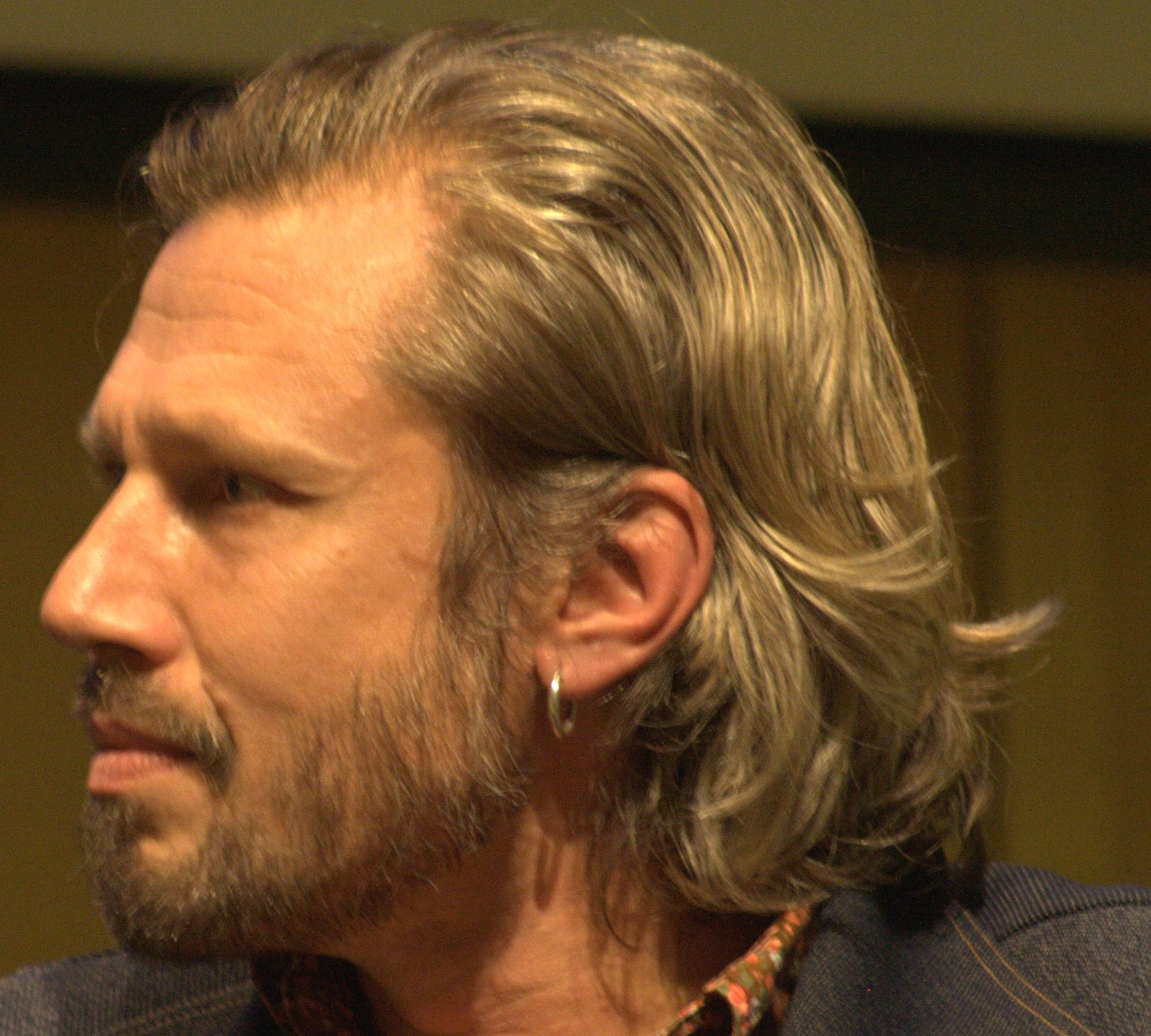
Carl-Johan Vallgren, pristagare 2002.
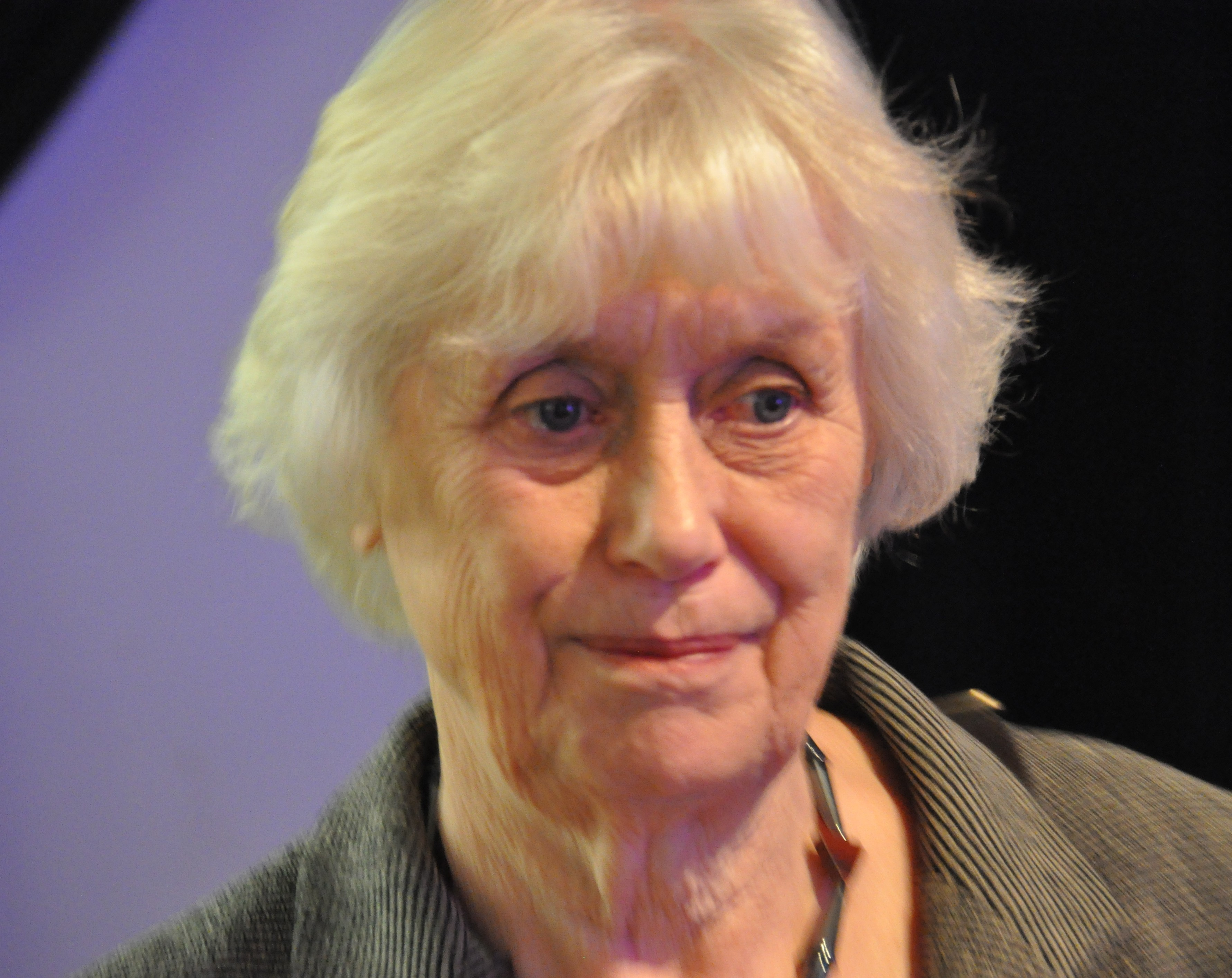
Kerstin Ekman, pristagare 1993 och 2003.
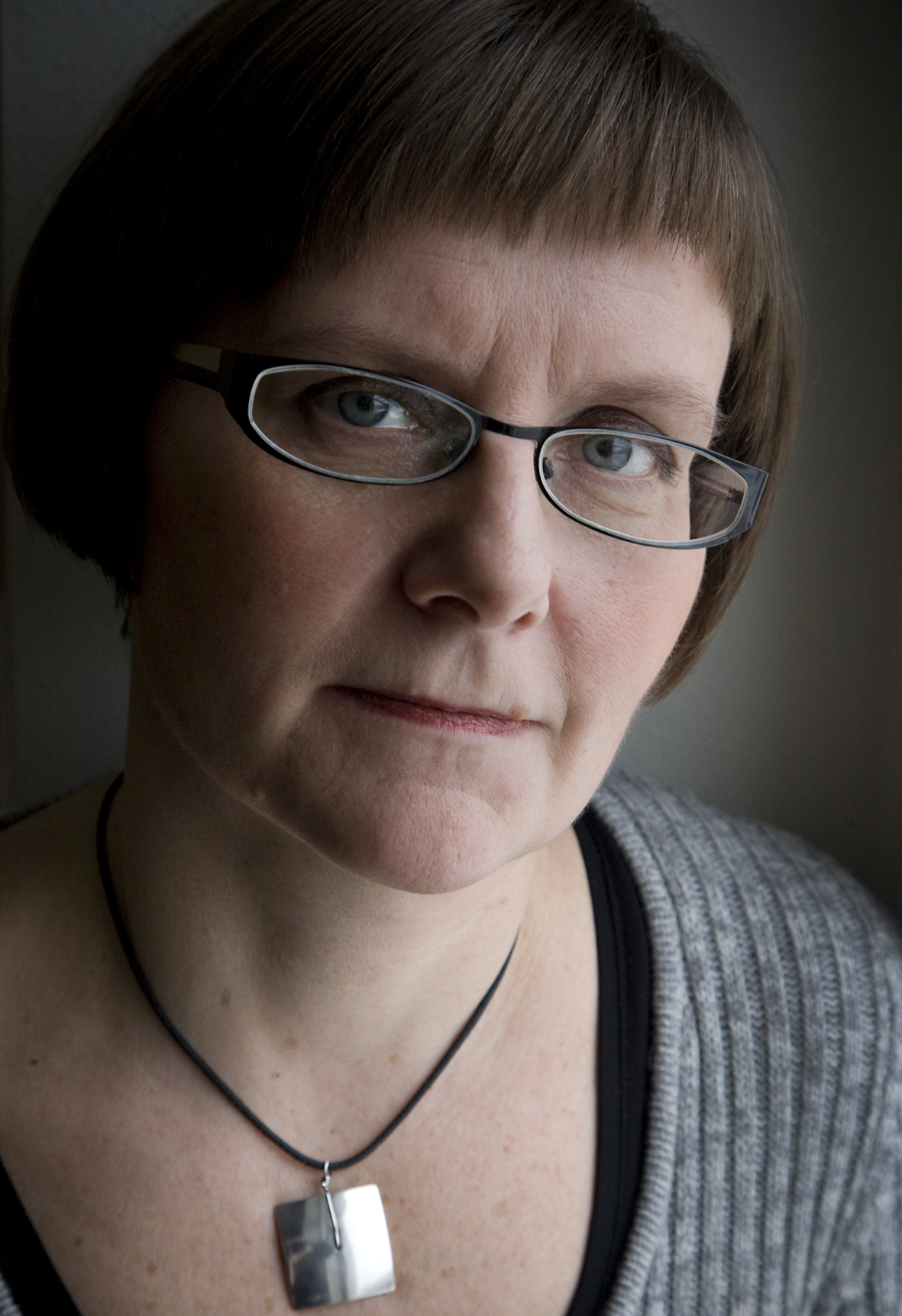
Katarina Kieri, pristagare 2004.
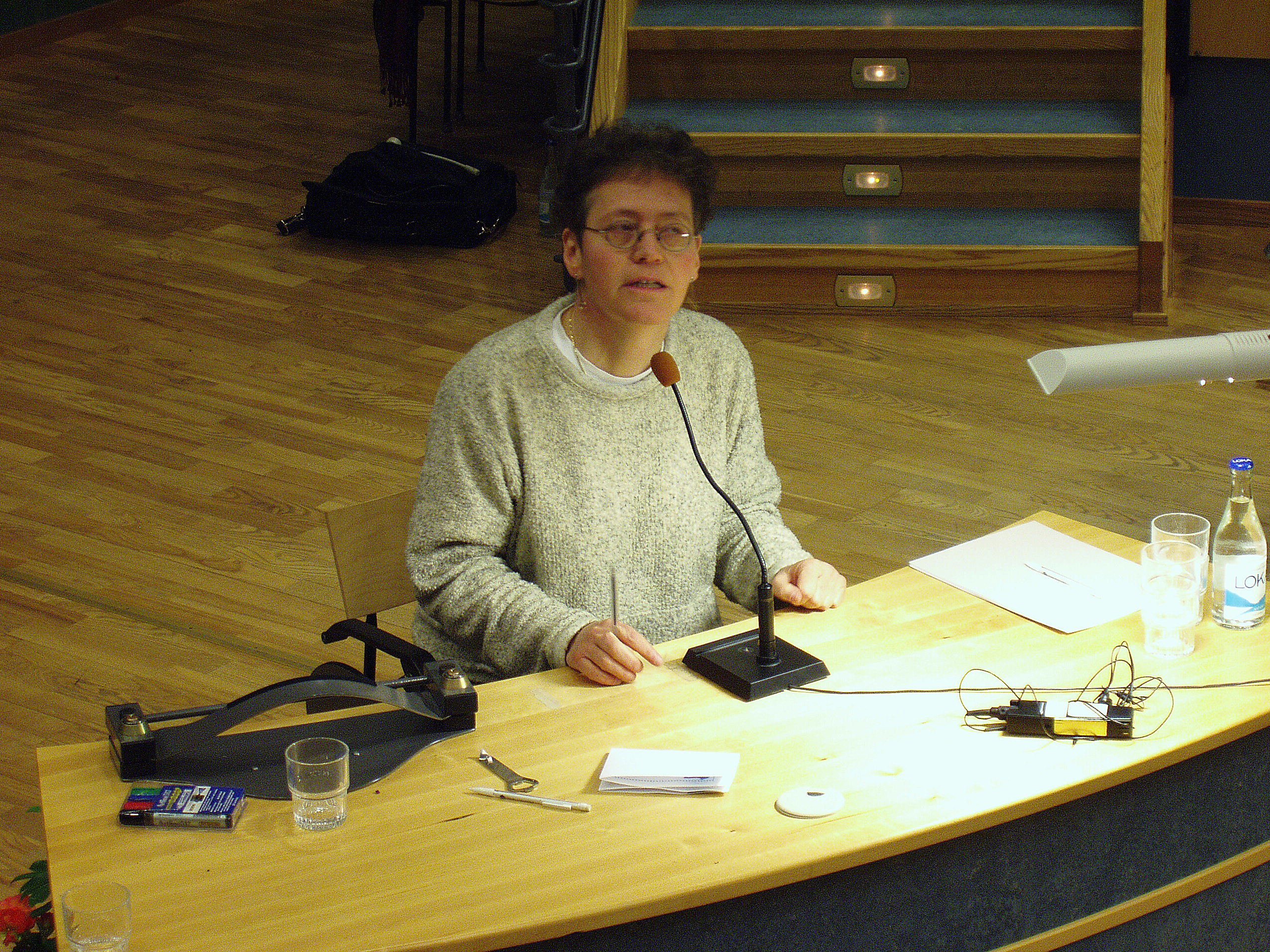
Lena Einhorn, pristagare 2005.
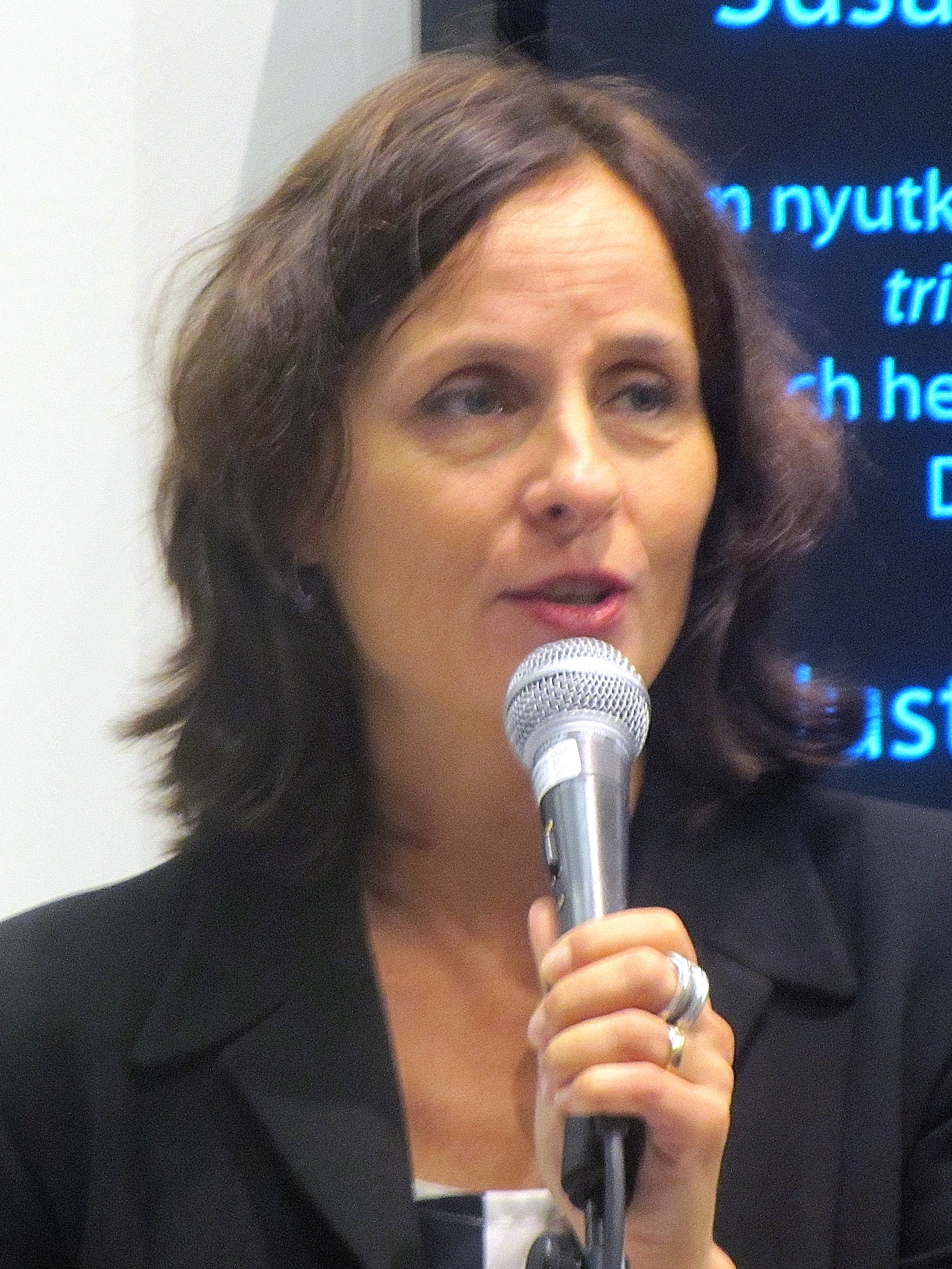
Susanna Alakoski, pristagare 2006.
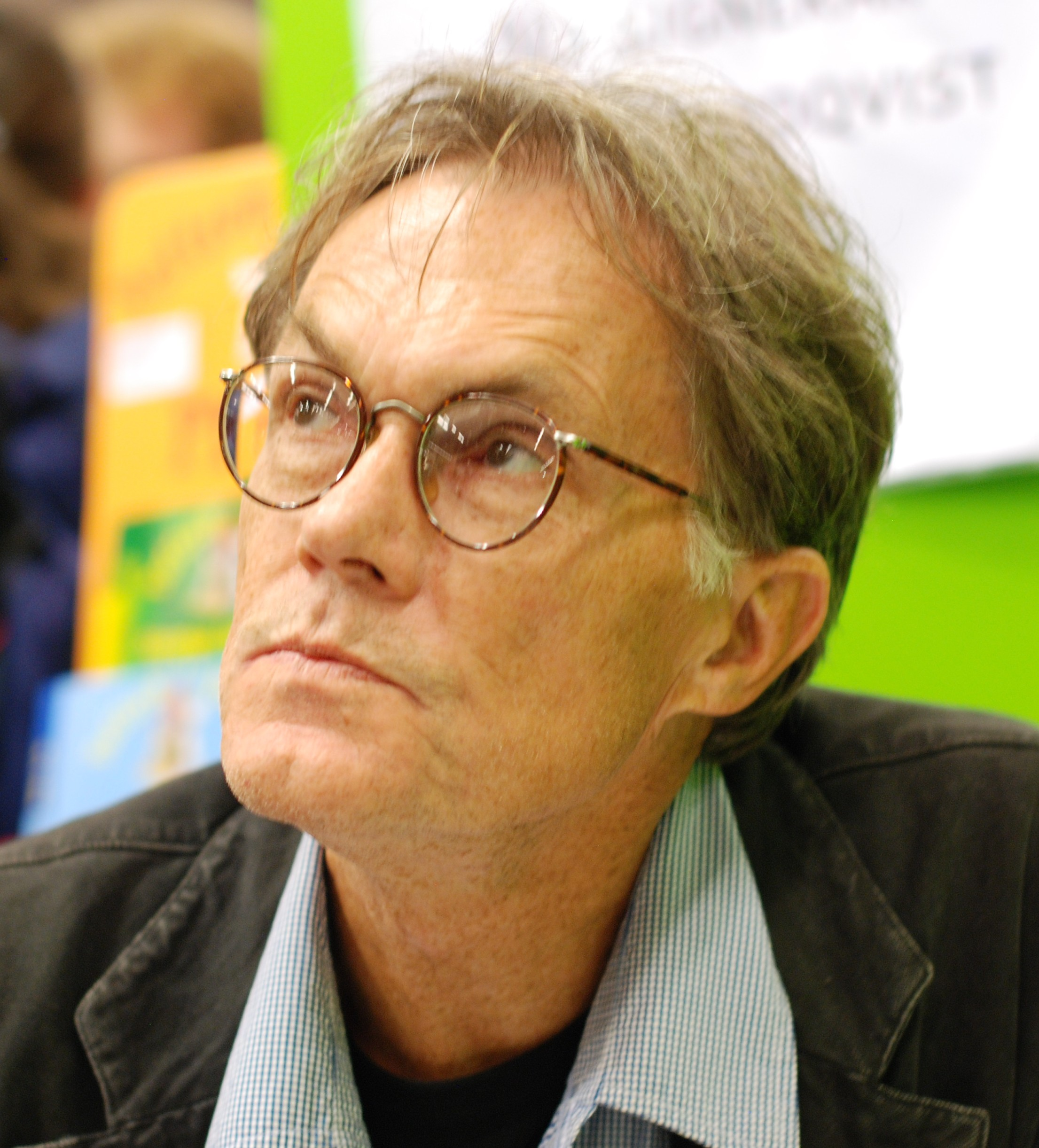
Sven Nordqvist, pristagare 2007.
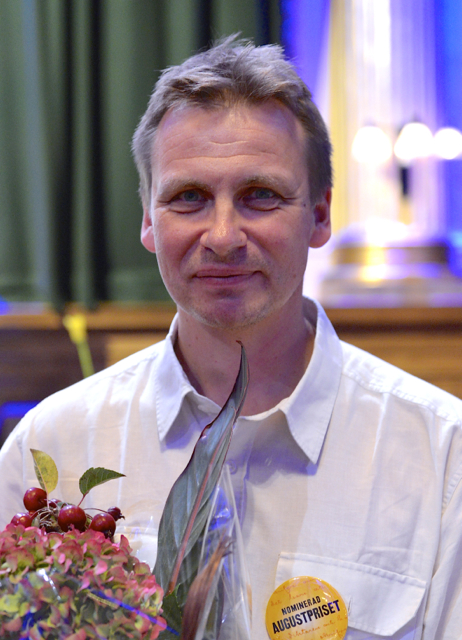
Jakob Wegelius, pristagare 2008 och 2014.
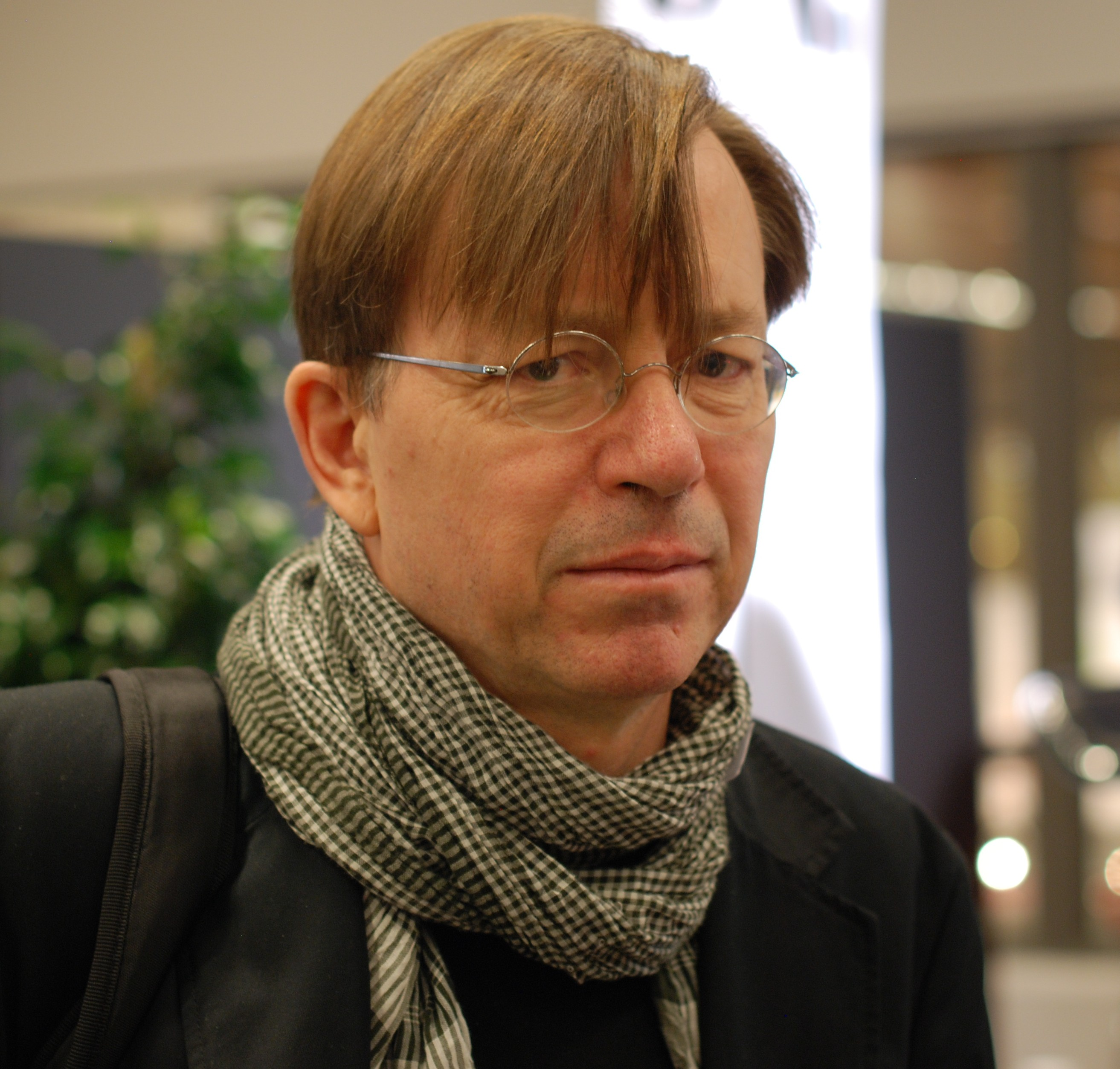
Steve Sem-Sandberg, pristagare 2009.
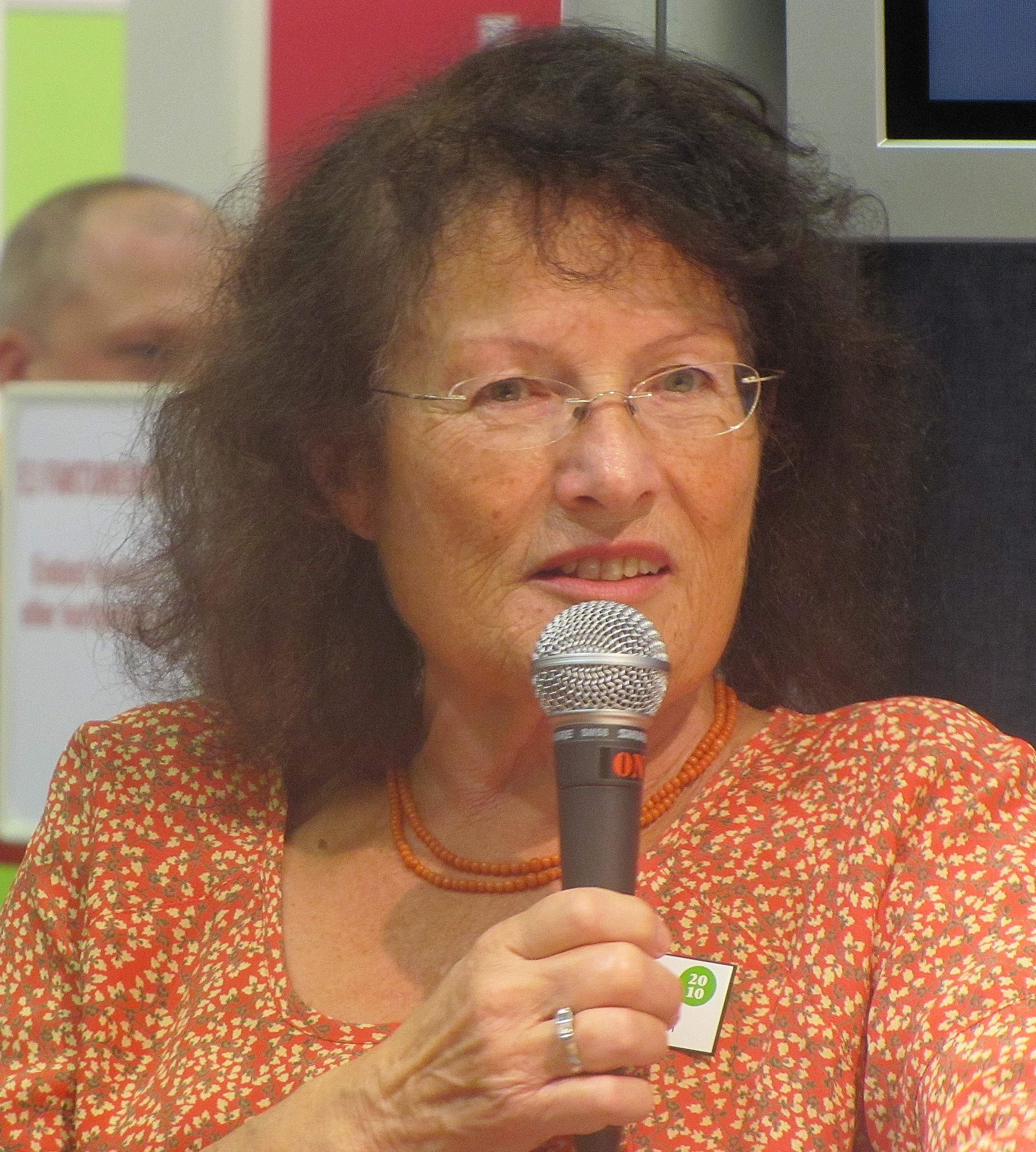
Sigrid Combüchen, pristagare 2010.
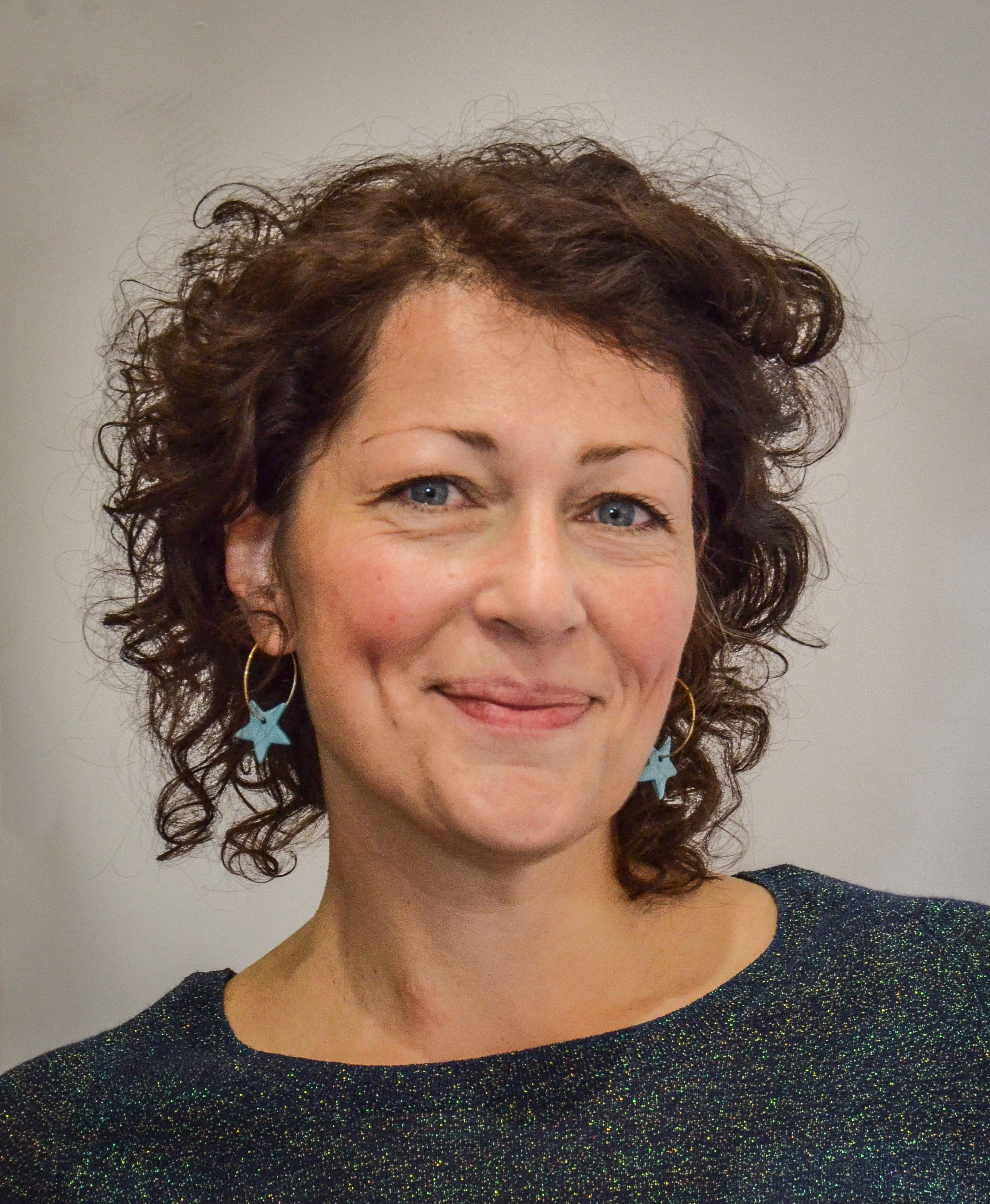
Elisabeth Åsbrink, pristagare 2011.
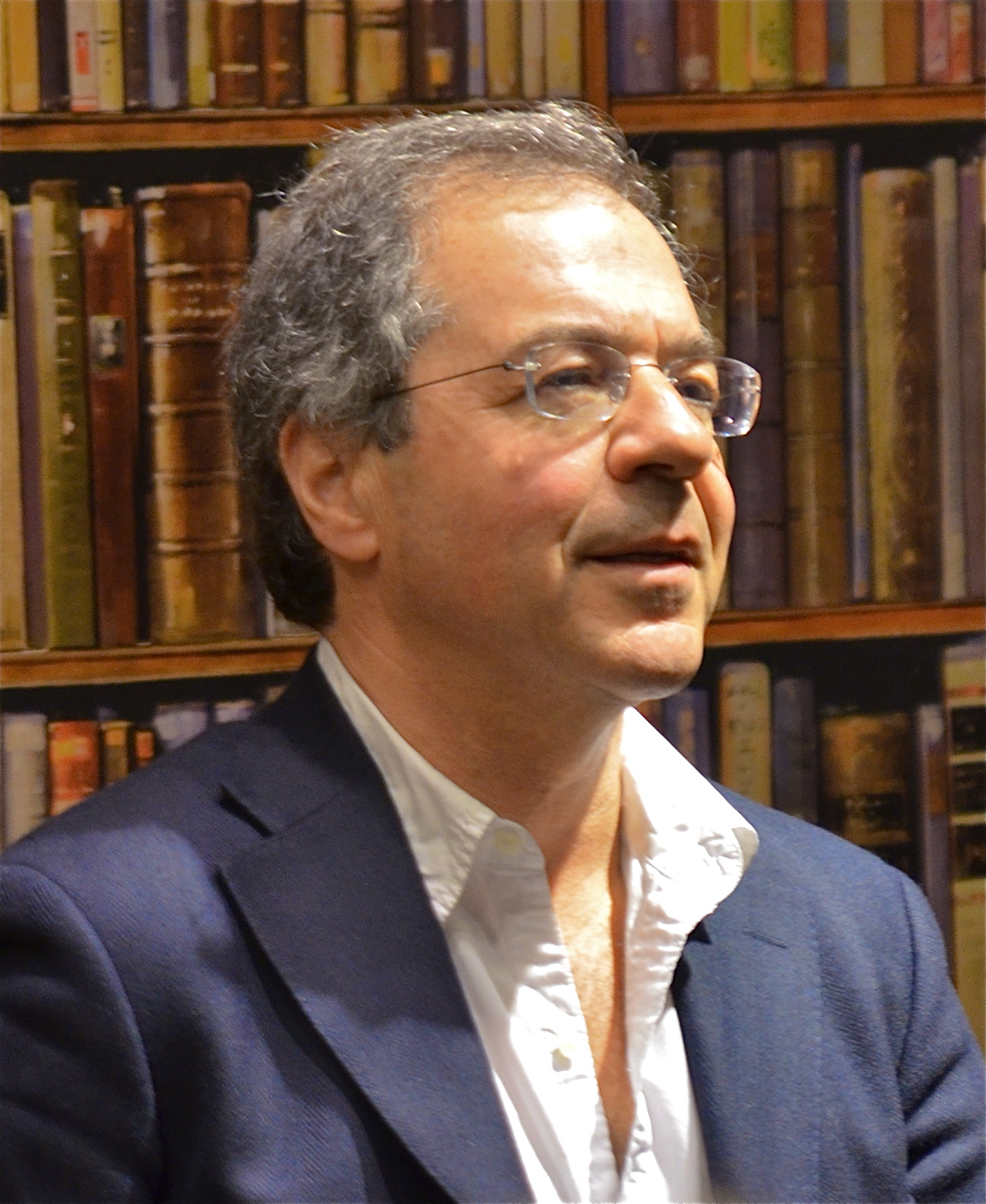
Göran Rosenberg, pristagare 2012.
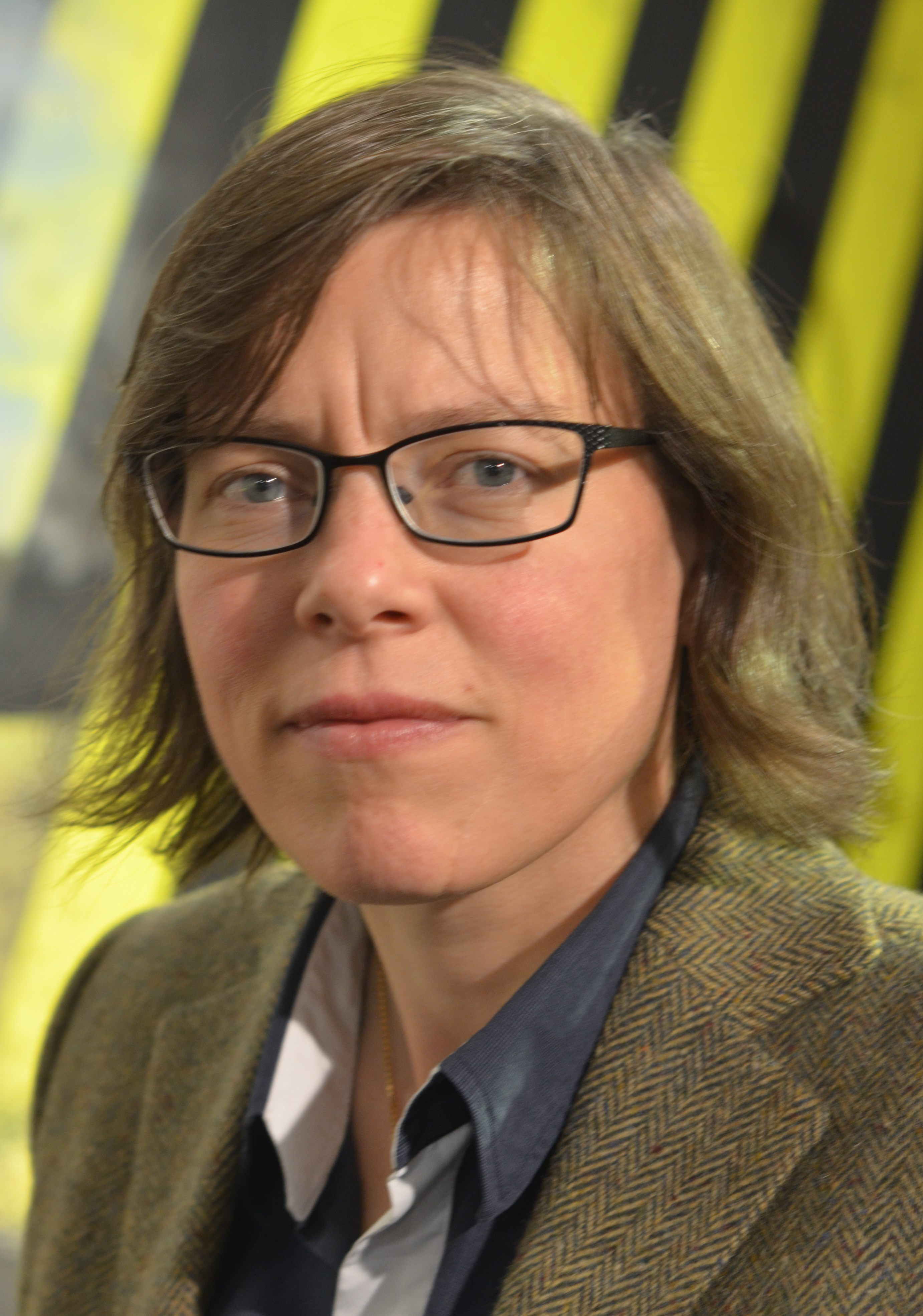
Lena Andersson, pristagare 2013.
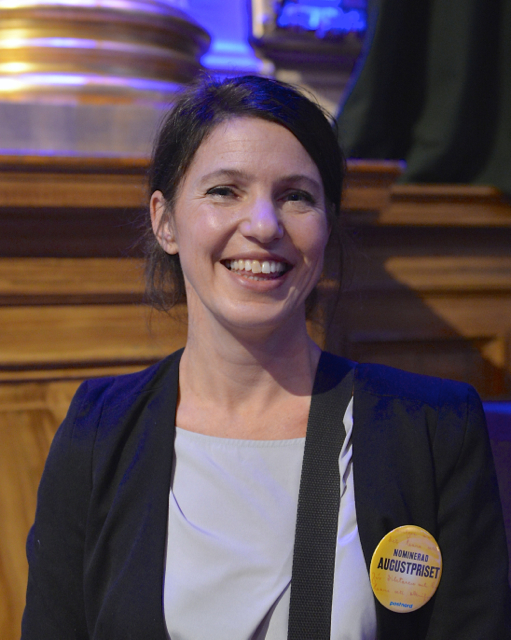
Kristina Sandberg, pristagare 2014.
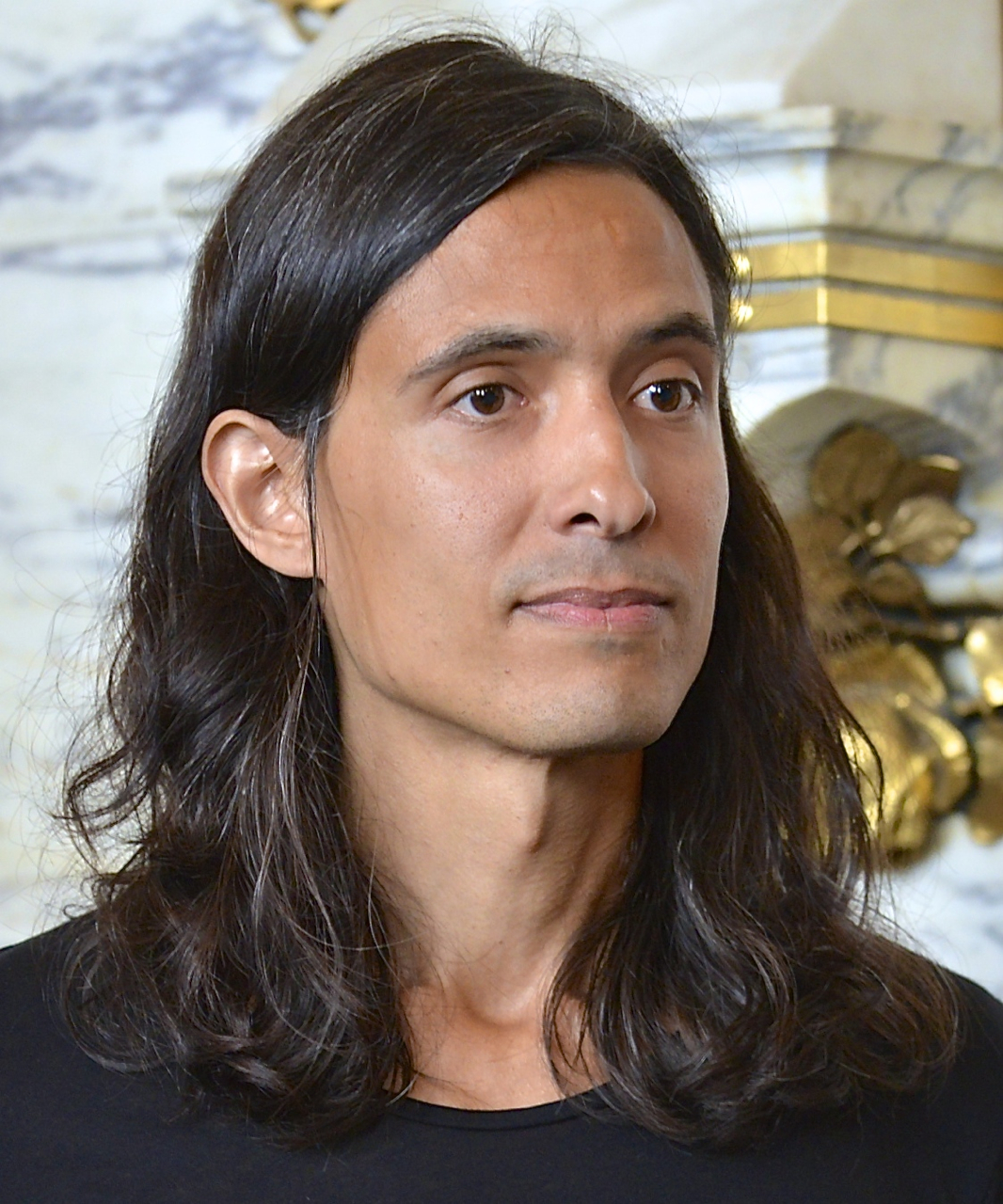
Jonas Hassen Khemiri, pristagare 2015.
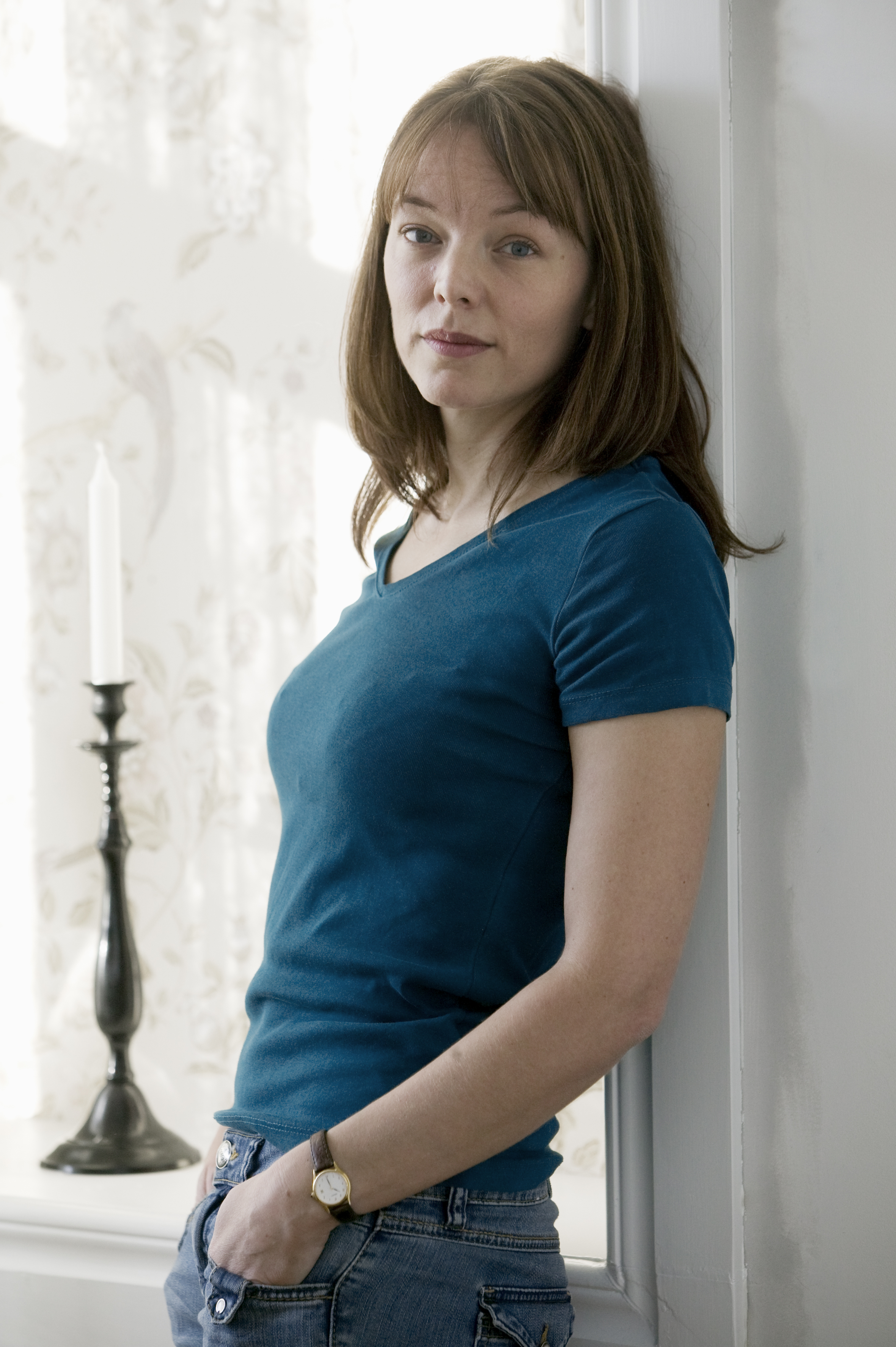
Lina Wolff, pristagare 2016.
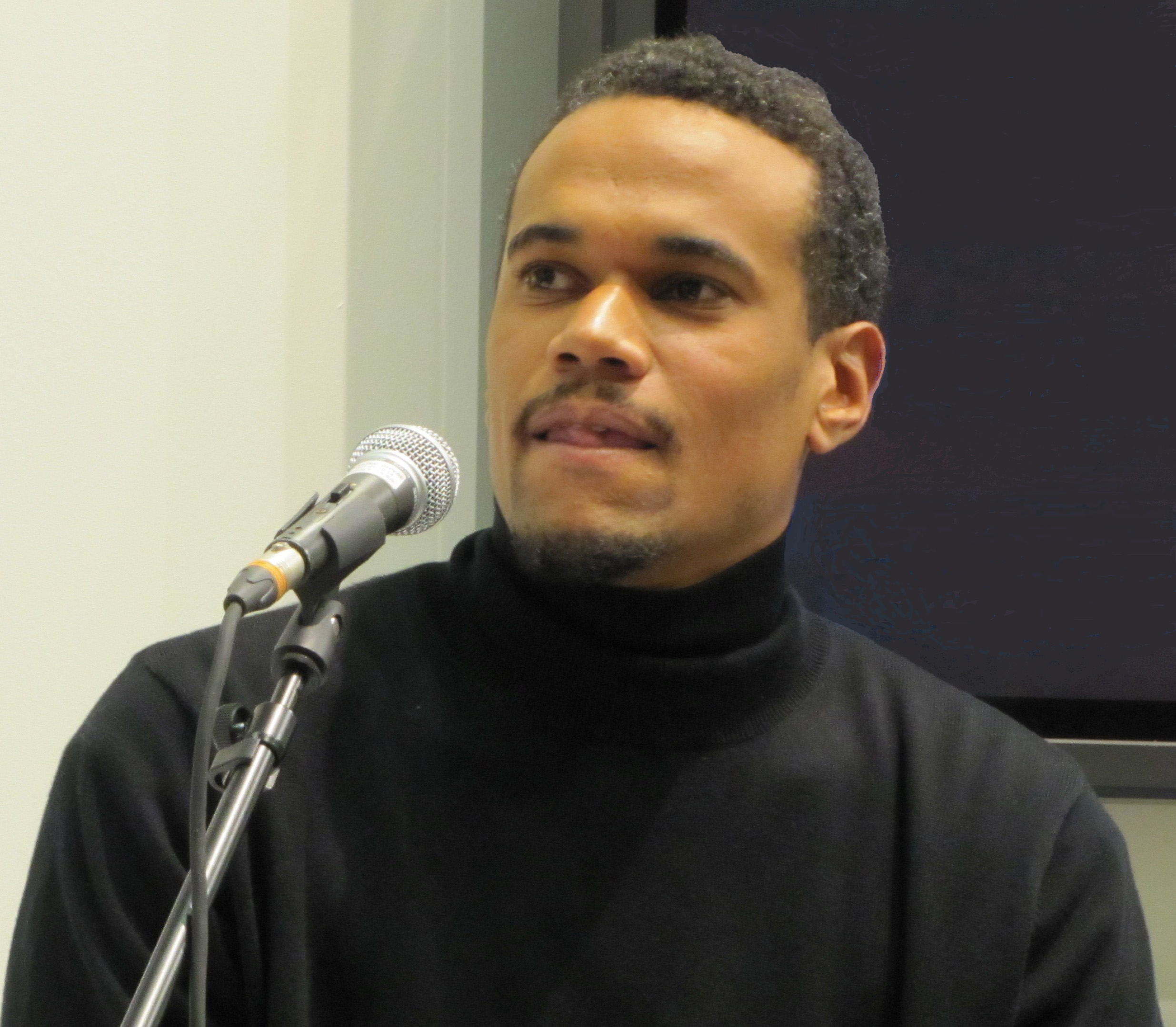
Johannes Anyuru, pristagare 2017.
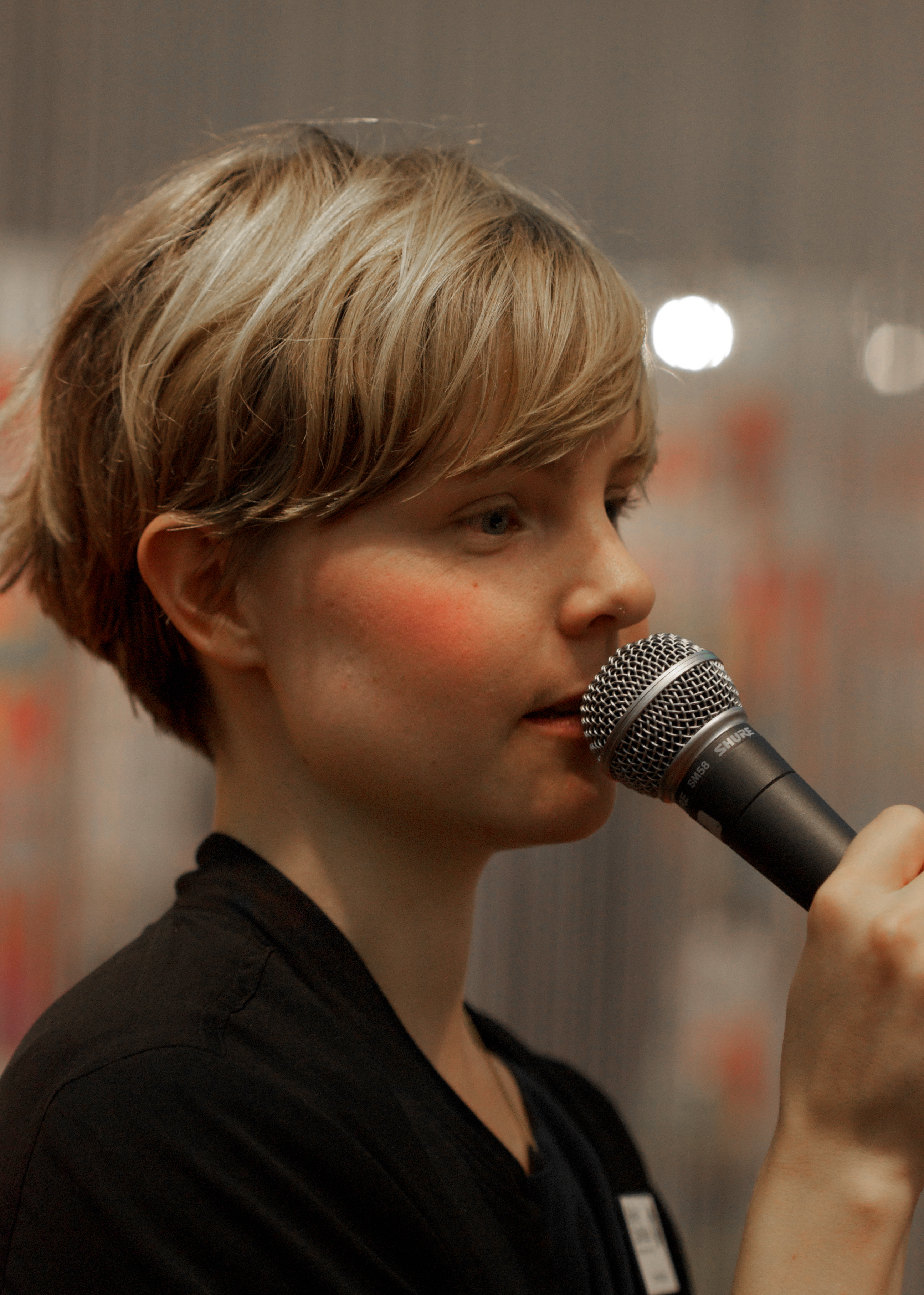
Emma Adbåge pristagare 2018.
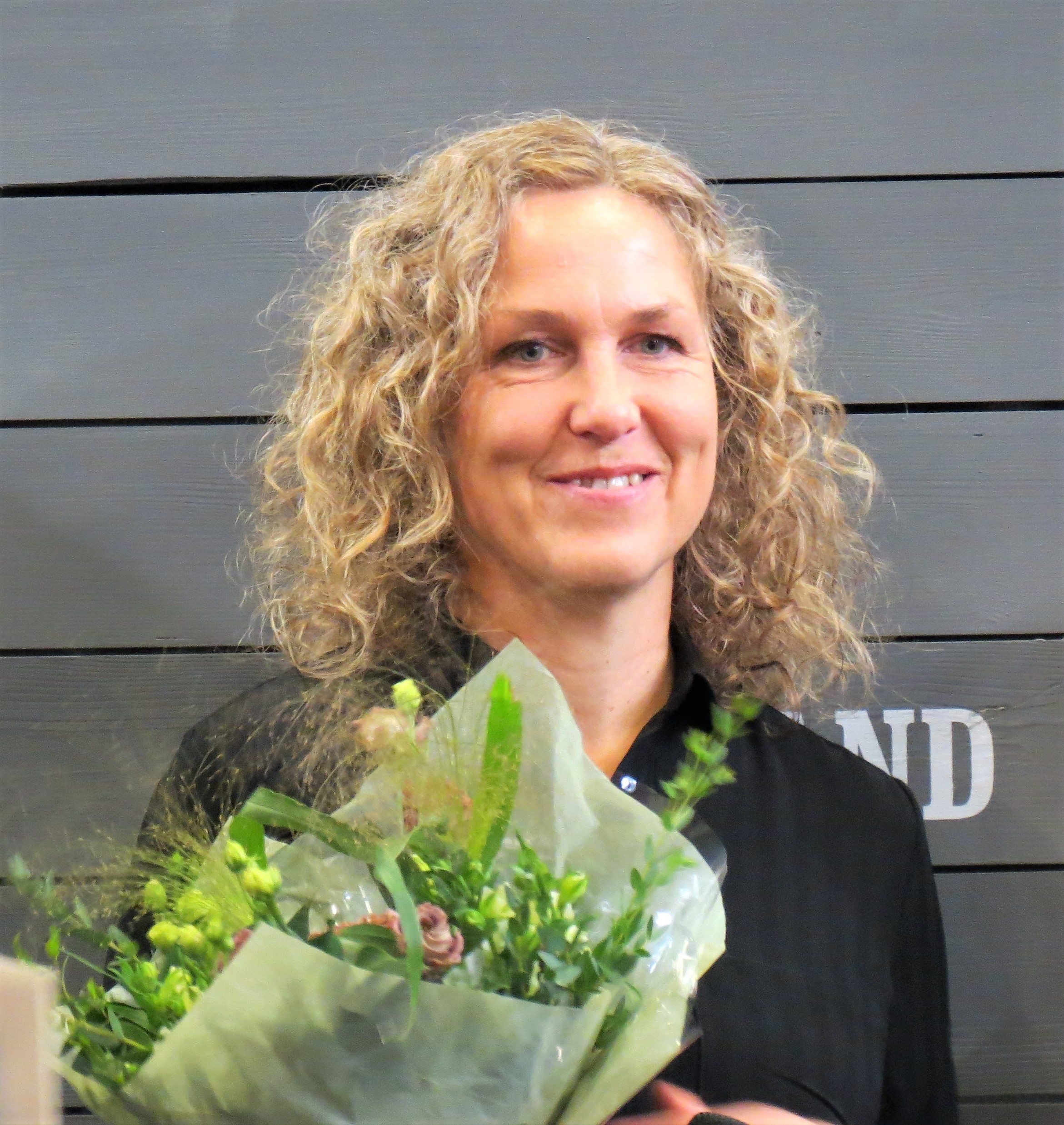
Marit Kapla, pristagare 2019.